# Filmjahr 2022
Liste der Filmjahre

◄◄ | ◄ | 2018 | 2019 | 2020 | 2021 | Filmjahr 2022 | 2023 | 2024 | 2025 | 2026 | ►

Weitere Ereignisse
Dieser Artikel behandelt das Filmjahr 2022.

## Top 10 der erfolgreichsten Filme

### Weltweit
Die weltweit erfolgreichsten Filme nach Einspielergebnis sind (Stand: 22. August 2023).
| Platz | Filmtitel                                   | Einnahmen       |
| ----- | ------------------------------------------- | --------------- |
| 1.    | Avatar: The Way of Water                    | 2.320.250.281 $ |
| 2.    | Top Gun: Maverick                           | 1.495.696.292 $ |
| 3.    | Jurassic World: Ein neues Zeitalter         | 1.001.978.080 $ |
| 4.    | Doctor Strange in the Multiverse of Madness | 955.775.804 $   |
| 5.    | Minions – Auf der Suche nach dem Mini-Boss  | 939.628.210 $   |
| 6.    | Black Panther: Wakanda Forever              | 859.208.836 $   |
| 7.    | The Batman                                  | 770.962.583 $   |
| 8.    | Thor: Love and Thunder                      | 760.928.081 $   |
| 9.    | Water Gate Bridge                           | 626.571.697 $   |
| 10.   | Der gestiefelte Kater: Der letzte Wunsch    | 482.087.841 $   |

### In Deutschland
Die Zehn erfolgreichsten Filme an den deutschen Kinokassen nach Besucherzahlen (Stand: 29. Oktober 2023).
| Platz | Filmtitel                                        | Besucher   | Einnahmen     |
| ----- | ------------------------------------------------ | ---------- | ------------- |
| 1.    | Avatar: The Way of Water                         | 10.202.132 | 138.813.102 € |
| 2.    | Minions – Auf der Suche nach dem Mini-Boss       | 4.141.424  | 35.414.909 €  |
| 3.    | Top Gun: Maverick                                | 3.748.283  | 37.857.092 €  |
| 4.    | Phantastische Tierwesen: Dumbledores Geheimnisse | 3.009.507  | 30.018.668 €  |
| 5.    | Die Schule der magischen Tiere 2                 | 2.868.345  | 20.766.766 €  |
| 6.    | Doctor Strange in the Multiverse of Madness      | 2.192.115  | 23.175.625 €  |
| 7.    | Der gestiefelte Kater: Der letzte Wunsch         | 2.176.292  | 18.096.531 €  |
| 8.    | Jurassic World: Ein neues Zeitalter              | 2.168.885  | 23.858.877 €  |
| 9.    | Thor: Love and Thunder                           | 1.893.820  | 19.383.827 €  |
| 10.   | The Batman                                       | 1.748.224  | 18.308.841 €  |

### In Österreich
Die erfolgreichsten Filme an den österreichischen Kinokassen nach Besucherzahlen (Stand: März 2023):*
| Platz | Filmtitel                                  | Besucher  |
| ----- | ------------------------------------------ | --------- |
| 1.    | Avatar: The Way of Water                   | 1.133.655 |
| 2.    | Top Gun: Maverick                          | 592.749   |
| 3.    | Minions – Auf der Suche nach dem Mini-Boss | 537.774   |
| 4.    | Der gestiefelte Kater: Der letzte Wunsch   | 301.731   |
| 5.    | Rotzbub – Willkommen in Siegheilkirchen    | 101.785   |
| 6.    | Geschichten vom Franz                      | 85.700    |

*Es sind nur Filme aufgeführt, die das Austrian Ticket für österreichische Produktionen mit mehr als 75.000 Zuschauern, das Golden Ticket (ab 300.000 Besucher) oder das Diamond Ticket (ab 1.000.000 Besucher) erhielten.

## Jahrestage

### Personen
- 100. Geburtstag der US-amerikanischen Schauspielerin Betty White am 17. Januar († 2021)
- 50. Geburtstag des deutschen Schauspielers Benno Fürmann am 17. Januar
- 75. Geburtstag des japanischen Regisseurs und Schauspielers Takeshi Kitano am 18. Januar
- 100. Geburtstag des US-amerikanischen Schauspielers Telly Savalas am 21. Januar († 1994)
- 75. Geburtstag des französischen Drehbuchautors und Filmregisseurs Benoît Jacquot am 5. Februar
- 50. Geburtstag der deutschen Schauspielerin Lisa Martinek am 11. Februar († 2019)
- 100. Geburtstag des deutschen Schauspielers Gustl Bayrhammer am 12. Februar († 1993)
- 75. Geburtstag des deutschen Film- und Theaterschauspielers Henry Hübchen am 20. Februar
- 100. Geburtstag des italienischen Filmregisseurs und Dichters Pier Paolo Pasolini am 5. März († 1975)
- 75. Geburtstag der US-amerikanischen Schauspielerin Glenn Close am 19. März
- 100. Geburtstag des US-amerikanischen Filmregisseurs Carl Reiner am 20. März († 2020)
- 75. Geburtstag der deutschen Schauspielerin Ingrid Steeger am 1. April
- 100. Geburtstag der US-amerikanischen Schauspielerin Doris Day am 3. April († 2019)
- 50. Geburtstag deutschen Comedian und Schauspielers Bastian Pastewka am 4. April
- 75. Geburtstag des deutschen Filmregisseurs Uli Edel am 11. April
- 50. Geburtstag der dänischen Filmschauspielerin Trine Dyrholm am 15. April
- 50. Geburtstag der US-amerikanischen Schauspielerin und Sängerin Carmen Electra am 20. April
- 50. Geburtstag des US-amerikanischen Schauspielers und Wrestlers Dwayne Johnson am 2. Mai
- 75. Geburtstag des US-amerikanischen Schauspielers Richard Jenkins am 4. Mai
- 75. Geburtstag der deutschen Schauspielerin und Sängerin Barbara Schöne am 19. Mai
- 75. Geburtstag des argentinisch-deutschen Schauspielers Sky du Mont am 20. Mai
- 50. Todestag der Schauspielerin Margaret Rutherford am 22. Mai
- 100. Geburtstag des britischen Schauspieler Christopher Lee am 27. Mai († 2015)
- 100. Geburtstag des französischen Filmregisseurs Alain Resnais am 3. Juni  († 2014)
- 50. Geburtstag des neuseeländischen Schauspielers Karl Urban am 7. Juni
- 100. Geburtstag der US-amerikanischen Filmschauspielerin und Sängerin Judy Garland am 10. Juni († 1969)
- 75. Geburtstag des deutschen Schauspielers Günther Kaufmann am 16. Juni († 2012)
- 50. Geburtstag des französischen Schauspielers und Oscar-Preisträgers Jean Dujardin am 19. Juni
- 100. Geburtstag der US-amerikanischen Schauspielerin Eleanor Parker am 26. Juni († 2013)
- 75. Geburtstag des US-amerikanischen American Footballstars und Schauspielers O. J. Simpson am 9. Juli
- 75. Geburtstag des österreichisch-US-amerikanischen Schauspielers und Politikers Arnold Schwarzenegger am 30. Juli
- 50. Geburtstag des US-amerikanischen Schauspielers Ben Affleck am 15. August
- 40. Todestag der Schwedischen Schauspielerin Ingrid Bergman am 29. August
- 50. Geburtstag der US-amerikanischen Schauspielerin Cameron Diaz am 30. August
- 50. Geburtstag des deutschen Schauspielers Henning Baum am 20. September
- 75. Geburtstag des US-amerikanischen Schauspielers, Drehbuchautors und Regisseurs Nick Castle am 21. September
- 75. Geburtstag des US-amerikanischen Rocksängers und Schauspielers Meat Loaf am 27. September († 2022)
- 50. Geburtstag der US-amerikanischen Schauspielerin Gwyneth Paltrow am 27. September
- 100. Geburtstag des US-amerikanischen Filmregisseurs Arthur Penn am 27. September († 2010)
- 75. Geburtstag des US-amerikanischen Schauspielers Richard Dreyfuss am 29. Oktober
- 50. Geburtstag der australischen Schauspielerin Toni Collette am 1. November
- 100. Geburtstag des Schweizer Schauspielers, Regisseurs und Theaterleiters Benno Besson am 4. November († 2006)
- 100. Geburtstag des italienischen Filmregisseurs Francesco Rosi am 5. November († 2015)
- 75. Todestag des deutschen Filmregisseurs Ernst Lubitsch am 30. November (* 1892)
- 50. Geburtstag deutschen Schauspielers Charly Hübner am 4. Dezember
- 50. Geburtstag des schwedischen Kameramanns Linus Sandgren am 5. Dezember
- 50. Geburtstag der französischen Schauspielerin und Sängerin Vanessa Paradis am 22. Dezember
- 100. Geburtstag der US-amerikanischen Schauspielerin Ava Gardner am 24. Dezember († 1990)
- 50. Geburtstag des britischen Schauspielers Jude Law am 29. Dezember

### Werke
- 100. Jahrestag der Uraufführung von Nosferatu – Eine Symphonie des Grauens am 4. März
- 50. Jahrestag der Premiere von Der Pate am 15. März
- 25. Jahrestag der Premiere von Titanic am 1. November

### Weitere Jubiläen
- 100. Jahrestag der Eröffnung des Grauman’s Egyptian Theatre mit dem Film Robin Hood von Douglas Fairbanks am 18. Oktober
- 100. Jahrestag der Gründung der Motion Picture Association
- 75 Jahre Filmdienst im Oktober
- 75 Jahre Filmfestival von Locarno
- 75 Jahre Edinburgh International Film Festival
- 25 Jahre Tallinn Black Nights Film Festival

## Auszeichnungen

### Filmfestivals

#### Berlinale
Die 72. Berlinale fand vom 10. bis 20. Februar 2022 statt.
- Goldener Bär: Alcarràs – Die letzte Ernte – Regie: Carla Simón
- Silberner Bär – Großer Preis der Jury: Die Schriftstellerin, ihr Film und ein glücklicher Zufall – Regie: Hong Sang-soo
- Silberner Bär – Preis der Jury: Robe of Gems – Regie: Natalia López Gallardo
- Silberner Bär – Beste Regie: Claire Denis (Mit Liebe und Entschlossenheit)
- Silberner Bär – Beste Hauptrolle: Meltem Kaptan (Rabiye Kurnaz gegen George W. Bush)
- Silberner Bär – Beste Nebenrolle: Laura Basuki (Before, Now & Then)
- Silberner Bär – Bestes Drehbuch: Laila Stieler (Rabiye Kurnaz gegen George W. Bush)
- Silberner Bär – Herausragende künstlerische Leistung: Rithy Panh und Sarit Mang (Everything Will Be Ok)

Vollständige Liste der Preisträger

#### Cannes
Die 75. Internationalen Filmfestspiele von Cannes fanden vom 17. bis zum 28. Mai 2022 statt.
- Goldene Palme für den besten Film: Triangle of Sadness – Regie: Ruben Östlund
- Großer Preis der Jury ex aequo: Close von Lukas Dhont und Stars at Noon von Claire Denis
- Preis der Jury ex aequo: EO – Regie: Jerzy Skolimowski und Le otto  montagne – Regie: Felix Van Groeningen und Charlotte Vandermeersch
- Bester Darsteller: Song Kang-ho (Broker)
- Beste Darstellerin: Sahra Amir Ebrahimi (Holy Spider)
- Beste Regie: Park Chan-wook (Die Frau im Nebel)
- Bestes Drehbuch: Tarik Saleh (Die Kairo Verschwörung)
- Spezialpreis des 75. Filmfestivals: Tori et Lokita – Regie: Jean-Pierre und Luc Dardenne

#### Locarno
Das 75. Locarno Film Festival fand vom 3. bis 13. August 2022 statt.
- Goldener Leopard: Regra 34 – Regie: Júlia Murat
- Spezialpreis der Jury: Gigi la legge – Regie: Alessandro Comodin
- Pardo für die beste Regie: Valentina Maurel (I Have Electric Dreams)
- Pardo für die beste Darstellerin: Daniela Marín Navarro (I Have Electric Dreams)
- Pardo für den besten Darsteller: Reinaldo Amien Gutiérrez (I Have Electric Dreams)

#### Sundance
Das 38. Sundance Film Festival fand vom 20. bis 30. Januar 2022 statt.
- U.S. Grand Jury Prize: Documentary – The Exiles von Ben Klein und Violet Columbus
- U.S. Grand Jury Prize: Dramatic – Nanny von Nikyatu Jusu
- World Cinema Grand Jury Prize: Documentary – All That Breathes von Shaunak Sen
- World Cinema Grand Jury Prize: Dramatic – Utama. Ein Leben in Würde von Alejandro Loayza Grisi
- Waldo Salt Screenwriting Award: U.S. Dramatic – K.D. Dávila für Emergency
- Alfred P. Sloan Feature Film Prize – After Yang

#### Toronto
Das 47. Toronto International Film Festival fand vom 8. bis 18. September 2022 statt.
- Publikumspreis:
  - 1. Platz Die Fabelmans von Steven Spielberg
  - 2. Platz Die Aussprache von Sarah Polley
  - 3. Platz Glass Onion: A Knives Out Mystery von Rian Johnson
- Publikumspreis in der Sektion Midnight Madness: Weird: The Al Yankovic Story von Eric Appel

#### Venedig
Die 79. Filmfestspiele von Venedig fanden vom 31. August bis 10. September 2022 statt.
- Goldener Löwe: All the Beauty and the Bloodshed – Regie: Laura Poitras
- Silberner Löwe – Großer Preis der Jury: Saint Omer – Regie: Alice Diop
- Silberner Löwe – Beste Regie: Luca Guadagnino (Bones and All)
- Coppa Volpi – Beste Darstellerin: Cate Blanchett (Tár)
- Coppa Volpi – Bester Darsteller: Colin Farrell (The Banshees of Inisherin)
- Bestes Drehbuch: Martin McDonagh (The Banshees of Inisherin)
- Spezialpreis der Jury: No Bears – Regie: Jafar Panahi
- Marcello-Mastroianni-Preis: Taylor Russell (Bones and All)

### Filmpreise

#### British Academy Film Award
Die Verleihung der 75. British Academy Film Awards fand am 13. März 2022 statt.
- Bester Film: The Power of the Dog – Regie: Jane Campion
- Bester britischer Film: Belfast – Regie: Kenneth Branagh
- Beste Regie: Jane Campion (The Power of the Dog)
- Bester Hauptdarsteller: Will Smith (King Richard)
- Beste Hauptdarstellerin: Joanna Scanlan After Love

Vollständige Liste der Preisträger

#### Deutscher Filmpreis
Die 72. Verleihung des Deutschen Filmpreises fand am 24. Juni statt.
- Bester Spielfilm:

Filmpreis in Gold: Lieber Thomas – Regie: Andreas Kleinert
Filmpreis in Silber: Rabiye Kurnaz gegen George W. Bush – Regie: Andreas Dresen
Filmpreis in Bronze: Große Freiheit – Regie: Sebastian Meise
- Beste Regie: Andreas Kleinert (Lieber Thomas)
- Bestes Drehbuch: Thomas Wendrich (Lieber Thomas)
- Bester Hauptdarsteller: Albrecht Schuch (Lieber Thomas)
- Beste Hauptdarstellerin: Meltem Kaptan (Rabiye Kurnaz gegen George W. Bush)

Vollständige Liste der Preisträger

#### Golden Globe Award
Die Verleihung der 79. Golden Globe Awards fand am 9. Januar 2022 statt
- Bester Film (Drama): The Power of the Dog – Regie: Jane Campion
- Bester Film (Komödie/Musical): West Side Story – Regie: Steven Spielberg
- Beste Regie: Jane Campion – The Power of the Dog
- Bester Hauptdarsteller (Drama): Will Smith – King Richard
- Beste Hauptdarstellerin (Drama): Nicole Kidman – Being the Ricardos
- Bester Hauptdarsteller (Komödie/Musical): Andrew Garfield – Tick, Tick… Boom!
- Beste Hauptdarstellerin (Komödie/Musical): Rachel Zegler – West Side Story
- Bester Nebendarsteller: Kodi Smit-McPhee – The Power of the Dog
- Beste Nebendarstellerin: Ariana DeBose – West Side Story
- Bester fremdsprachiger Film: Drive My Car (Japan)

#### Goldene Himbeere
Die Preisträger der Goldenen Himbeere 2022 wurden am 26. März 2022 bekanntgegeben.

#### Österreichischer Filmpreis
Die Verleihung des Österreichischen Filmpreises fand am 30. Juni statt.
- Bester Spielfilm: Große Freiheit
- Beste Regie: Sebastian Meise (Große Freiheit)
- Bester Darsteller: Georg Friedrich (Große Freiheit)
- Beste Darstellerin: Maria Hofstätter (Fuchs im Bau)
- Bester Dokumentarfilm: Aufzeichnungen aus der Unterwelt – Produktion und Regie: Tizza Covi, Rainer Frimmel
- Bester Kurzfilm: Genosse Tito, ich erbe – Regie Olga Kosanović
- Bestes Drehbuch: Sebastian Meise und Thomas Reider (Große Freiheit)

Vollständige Liste der Preisträger

#### Oscar
Die 94. Verleihung der Oscars fand am 27. März 2022 statt.
- Bester Film: Coda – Regie: Siân Heder
- Beste Regie: Jane Campion (The Power of the Dog)
- Bester Hauptdarsteller: Will Smith – (King Richard)
- Beste Hauptdarstellerin: Jessica Chastain (The Eyes of Tammy Faye)
- Bester Nebendarsteller: Troy Kotsur (Coda)
- Beste Nebendarstellerin: Ariana DeBose (West Side Story)
- Bester internationaler Film: Drive My Car – Regie: Ryūsuke Hamaguchi

Vollständige Liste der Preisträger

### Termine / Preisverleihungen / Filmfestivals
Die Verleihung des Bayerischen Filmpreises fand am 20. Mai 2022 statt.
- Filmfestival Max Ophüls Preis: 16. bis 26. Januar
- Prix Lumières: 17. Januar
- AACTA International Awards: 26. Januar
- Goya: 12. Februar
- César: 25. Februar
- Screen Actors Guild Awards: 27. Februar
- Independent Spirit Awards: 6. März
- Critics’ Choice Movie Awards: 13. März
- Critics’ Choice Television Awards: 13. März
- Schweizer Filmpreis: 25. März
- Satellite Awards: 2. April
- Diagonale: 5. bis 10. April
- Nickelodeon Kids’ Choice Awards: 9. April
- Romyverleihung: 23. April
- Crossing Europe: 27. April bis 2. Mai
- Internationales Dokumentarfilmfestival München: 4. bis 15. Mai
- Slash ½ Filmfestival: 5. bis 7. Mai
- Deutsches Fernsehkrimi-Festival: 8. bis 15. Mai
- Bayerischer Filmpreis: 20. Mai
- Vienna Shorts: 25. bis 30. Mai
- Internationales Filmfest Emden-Norderney: 8. bis 15. Juni
- Filmfest München: 23. Juni bis 2. Juli
- Locarno Film Festival: 3. bis 13. August
- Filmfestival Kitzbühel: 22. bis 28. August
- Fünf Seen Filmfestival: 24. August bis 4. September
- Festival des deutschen Films: 24. August bis 11. September
- Internationale Filmfestspiele von Venedig: 31. August bis 10. September
- Toronto International Film Festival: 8. bis 18. September
- Deutscher Schauspielpreis: 9. September
- Primetime-Emmy-Verleihung: 12. September
- Deutscher Fernsehpreis: 14. September
- Festival Internacional de Cine de San Sebastián: 16. bis 24. September
- Slash Filmfestival: 22. September bis 2. Oktober
- Filmfest Hamburg: 29. September bis 8. Oktober
- Blauer Panther – TV & Streaming Award: 19. Oktober
- Viennale: 20. Oktober bis 1. November
- Saturn-Award-Verleihung: 25. Oktober
- Gotham Award: 28. November
- This Human World Filmfestival: 1. bis 11. Dezember
- Deutsche Akademie für Fernsehen: 3. Dezember
- British Independent Film Awards: 4. Dezember
- Europäischer Filmpreis: 10. Dezember

## 2022 verstorben

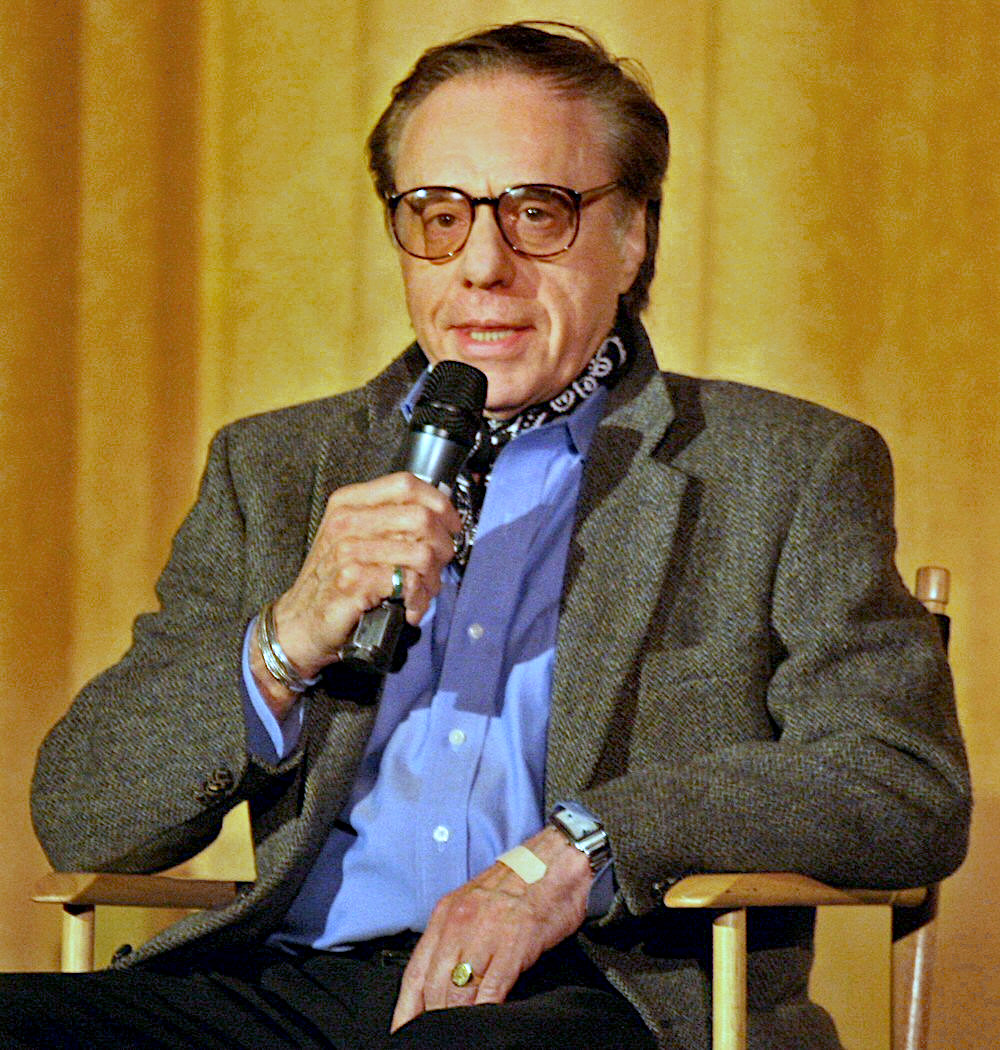
Peter Bogdanovich (1939–2022)

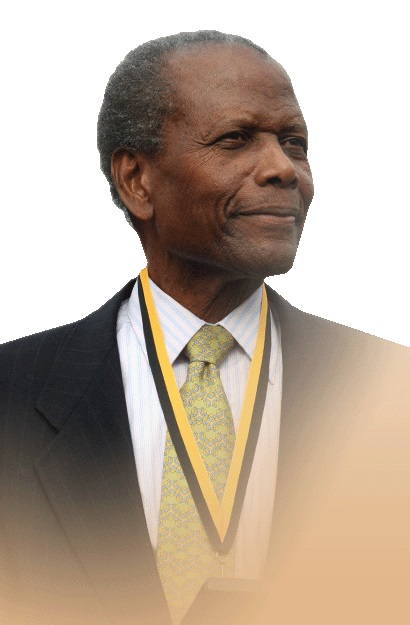
Sidney Poitier (1927–2022)

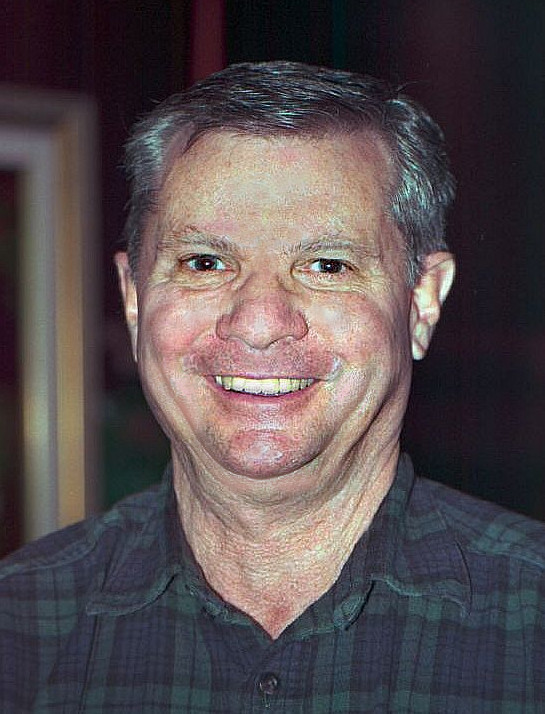
Dwayne Hickman (1934–2022)

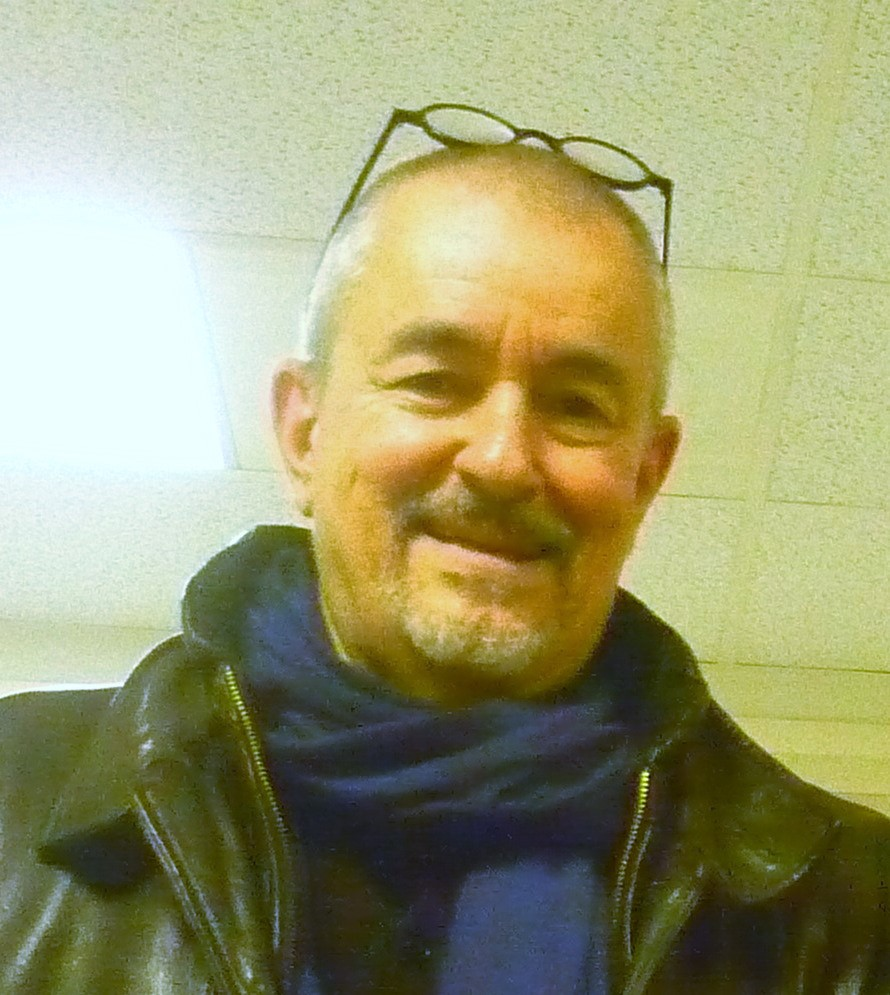
Jean-Jacques Beineix (1946–2022)

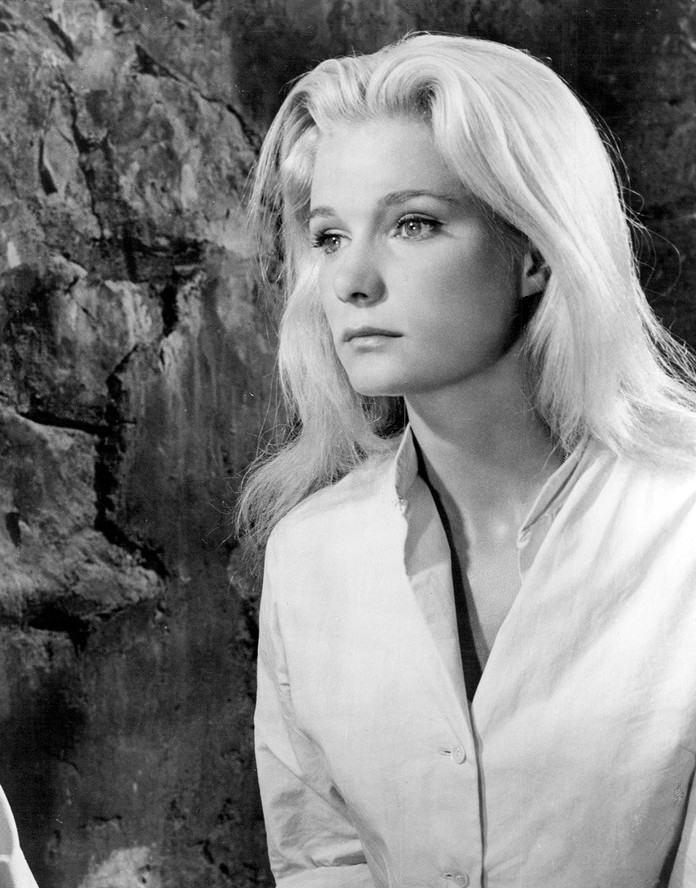
Yvette Mimieux (1942–2022)

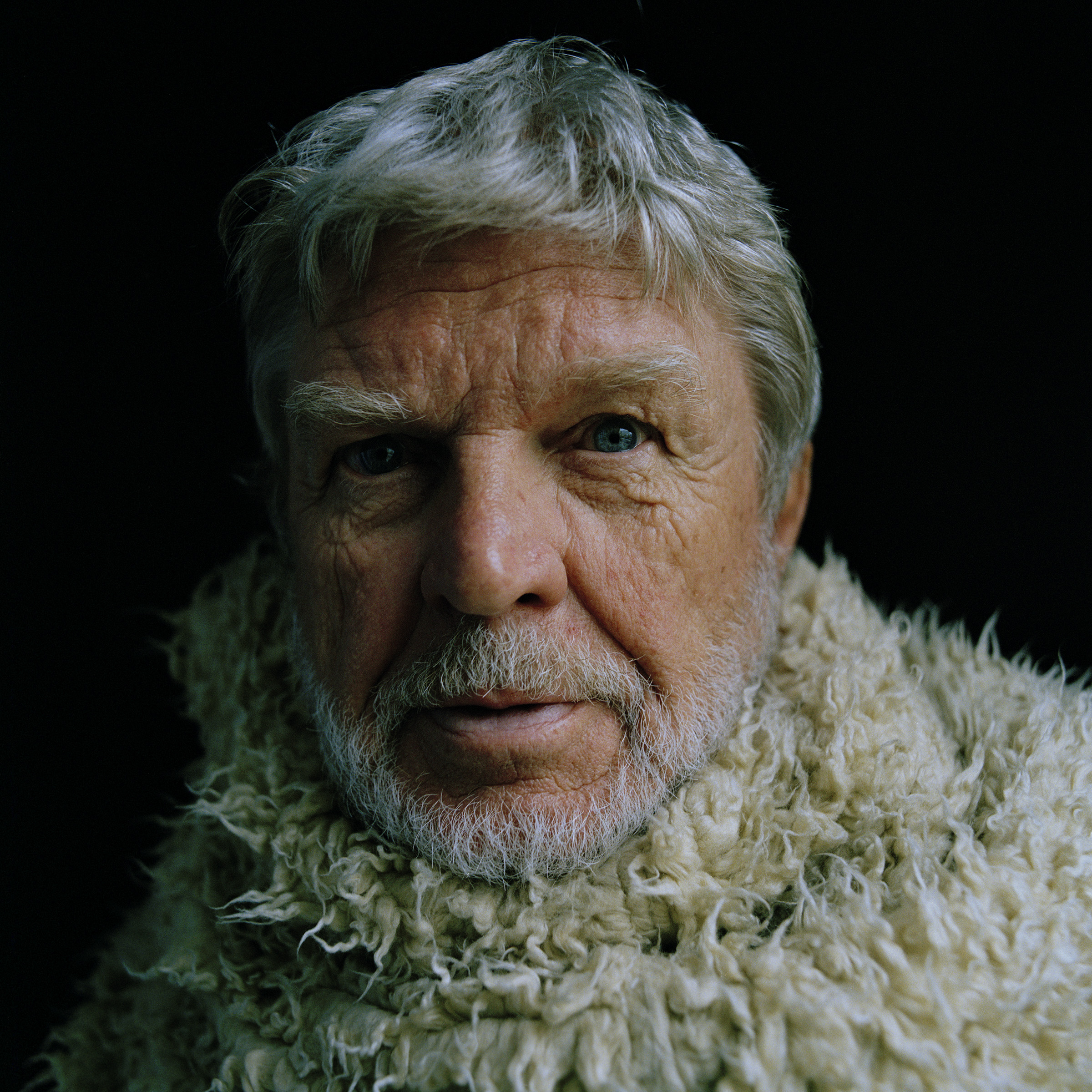
Hardy Krüger (1928–2022)

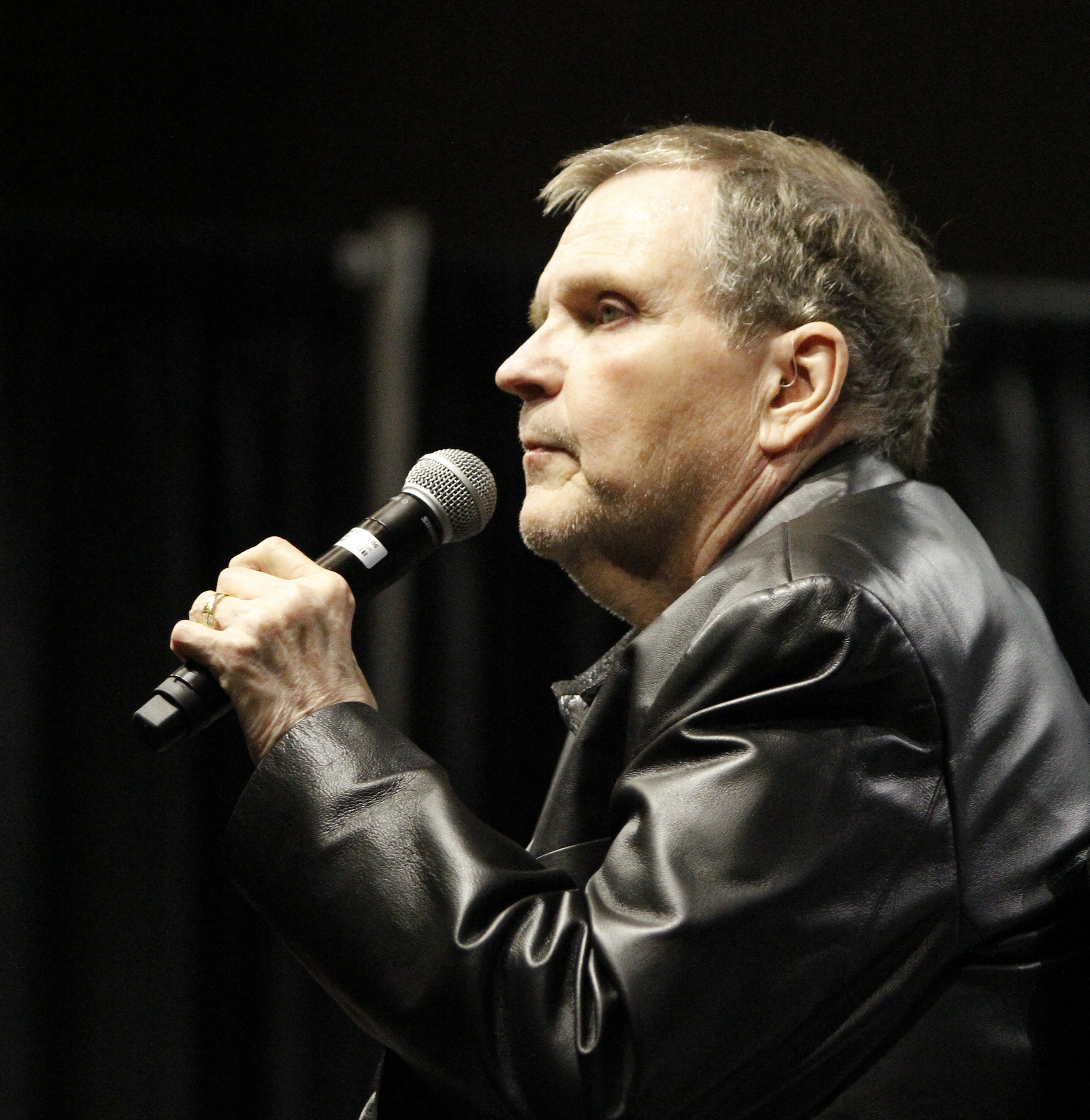
Meat Loaf (1947–2022)

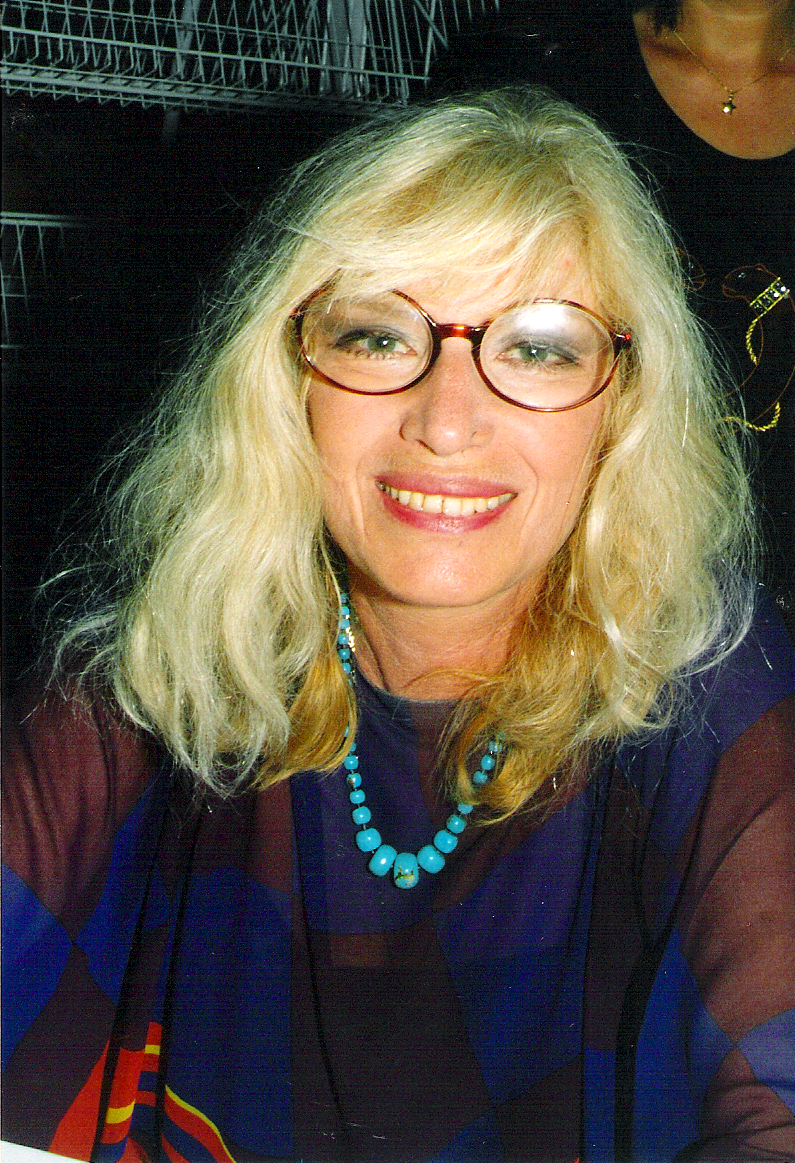
Monica Vitti (1931–2022)

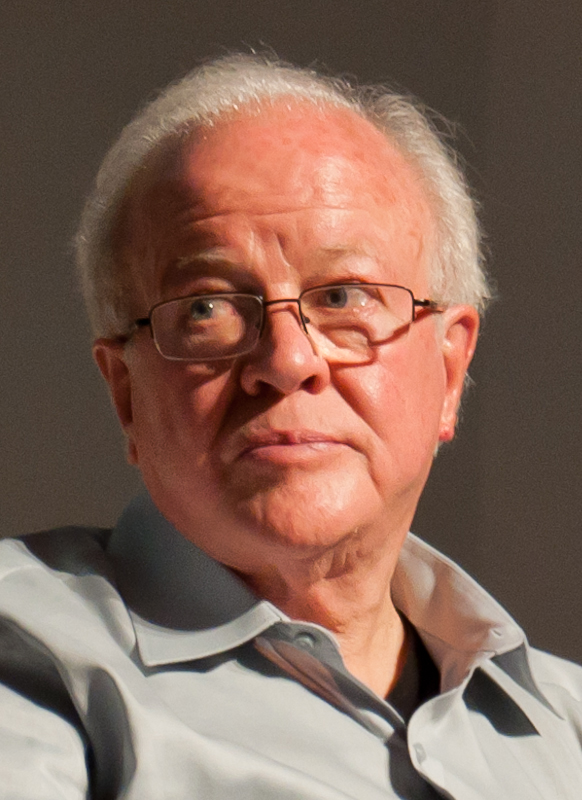
Douglas Trumbull (1942–2022)

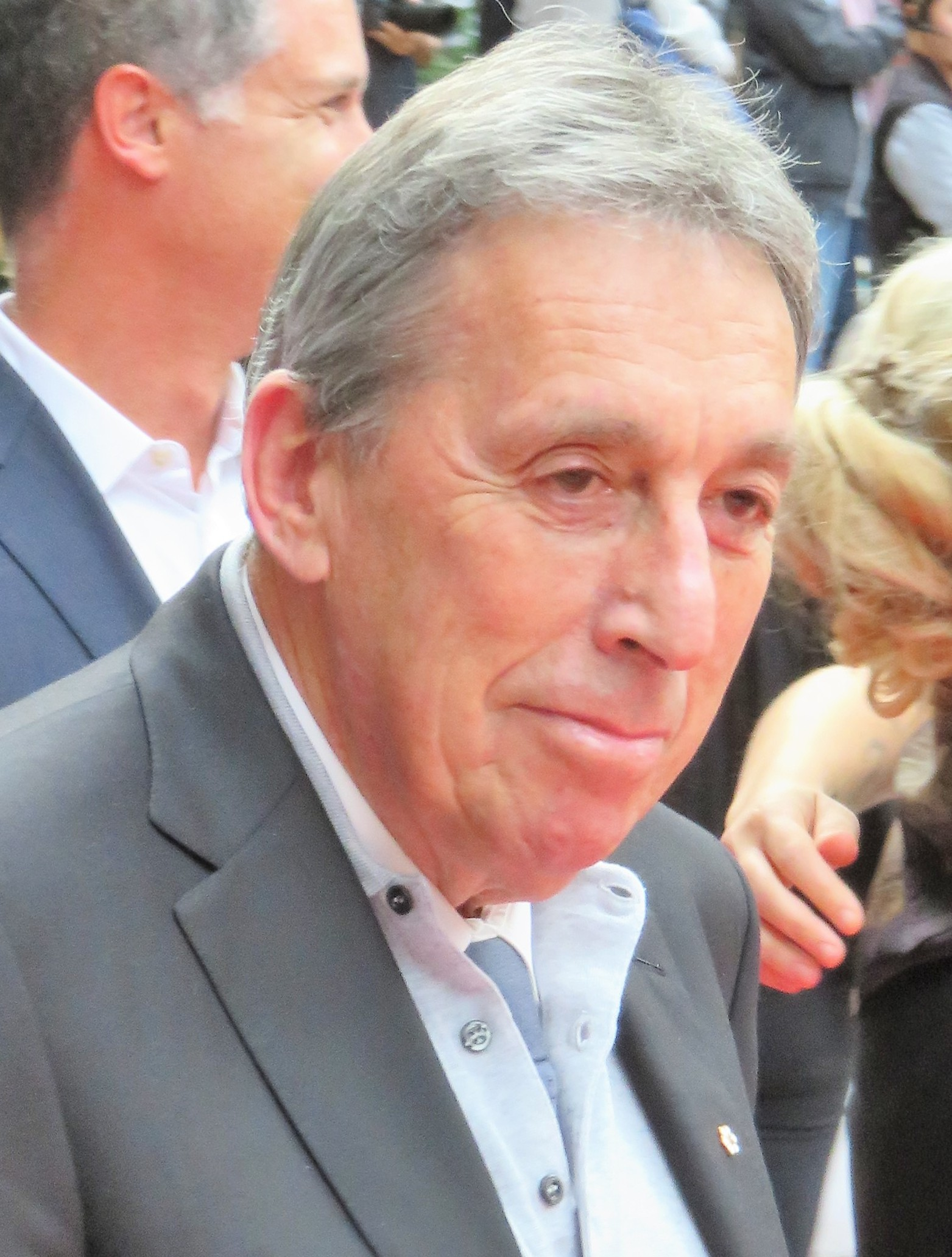
Ivan Reitman (1946–2022)

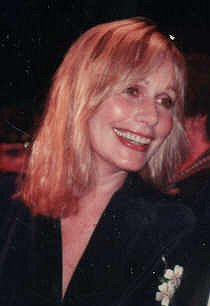
Sally Kellerman (1937–2022)

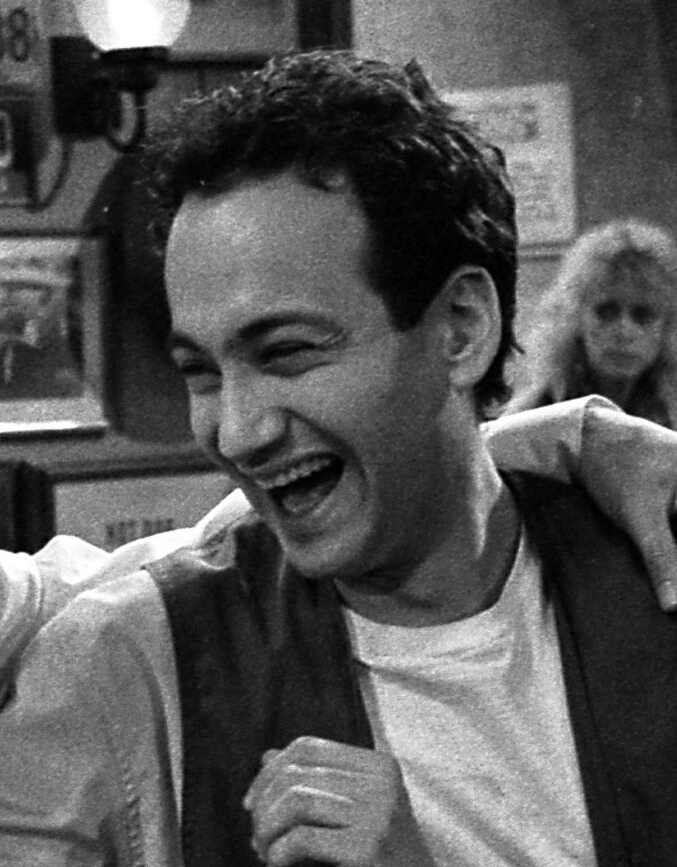
Ned Eisenberg (1957–2022)

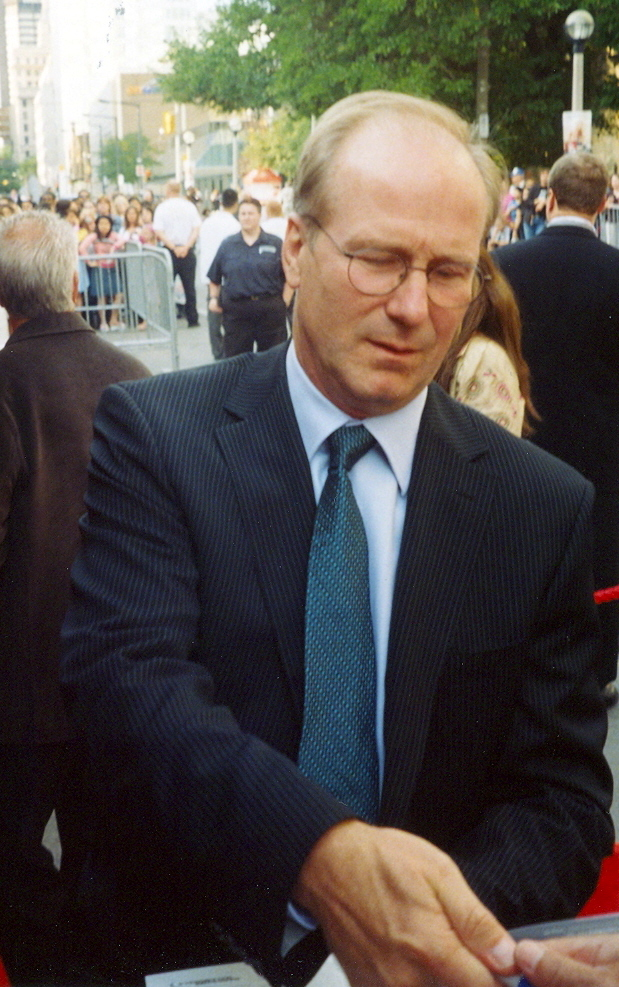
William Hurt (1950–2022)

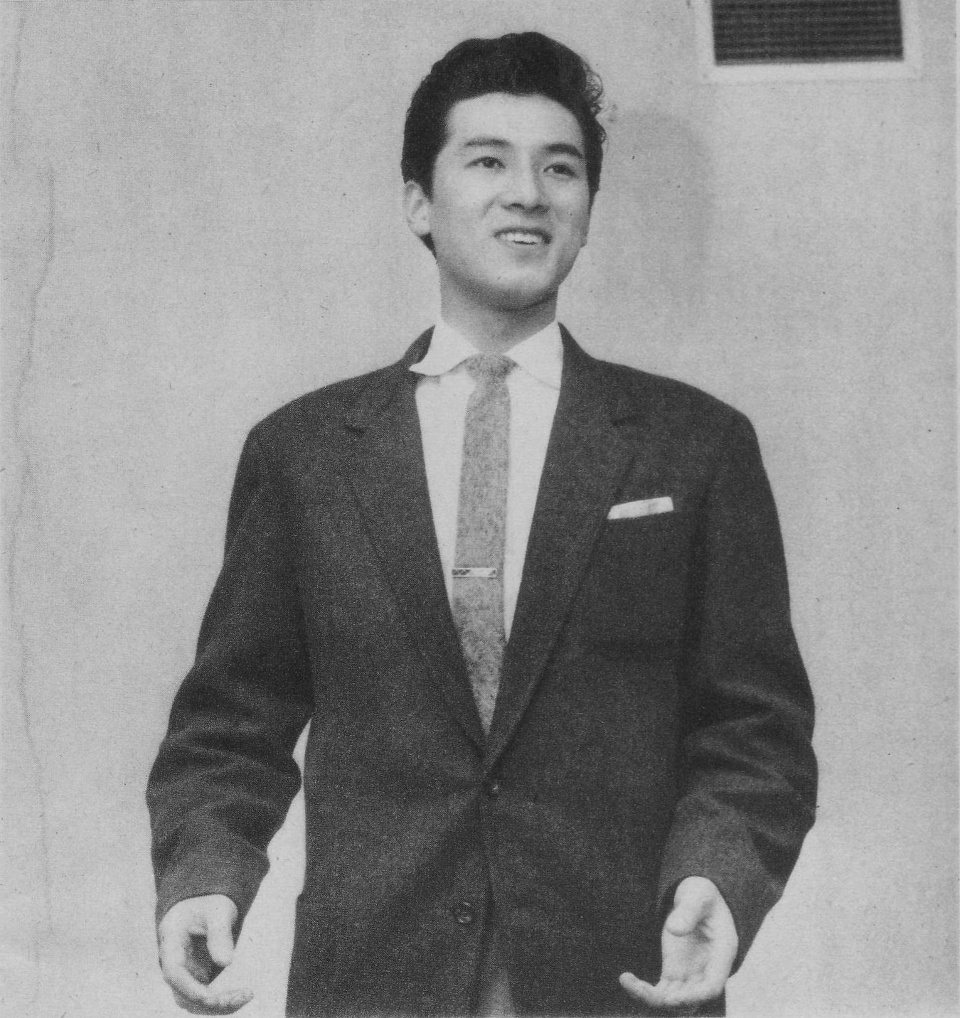
Akira Takarada (1934–2022)

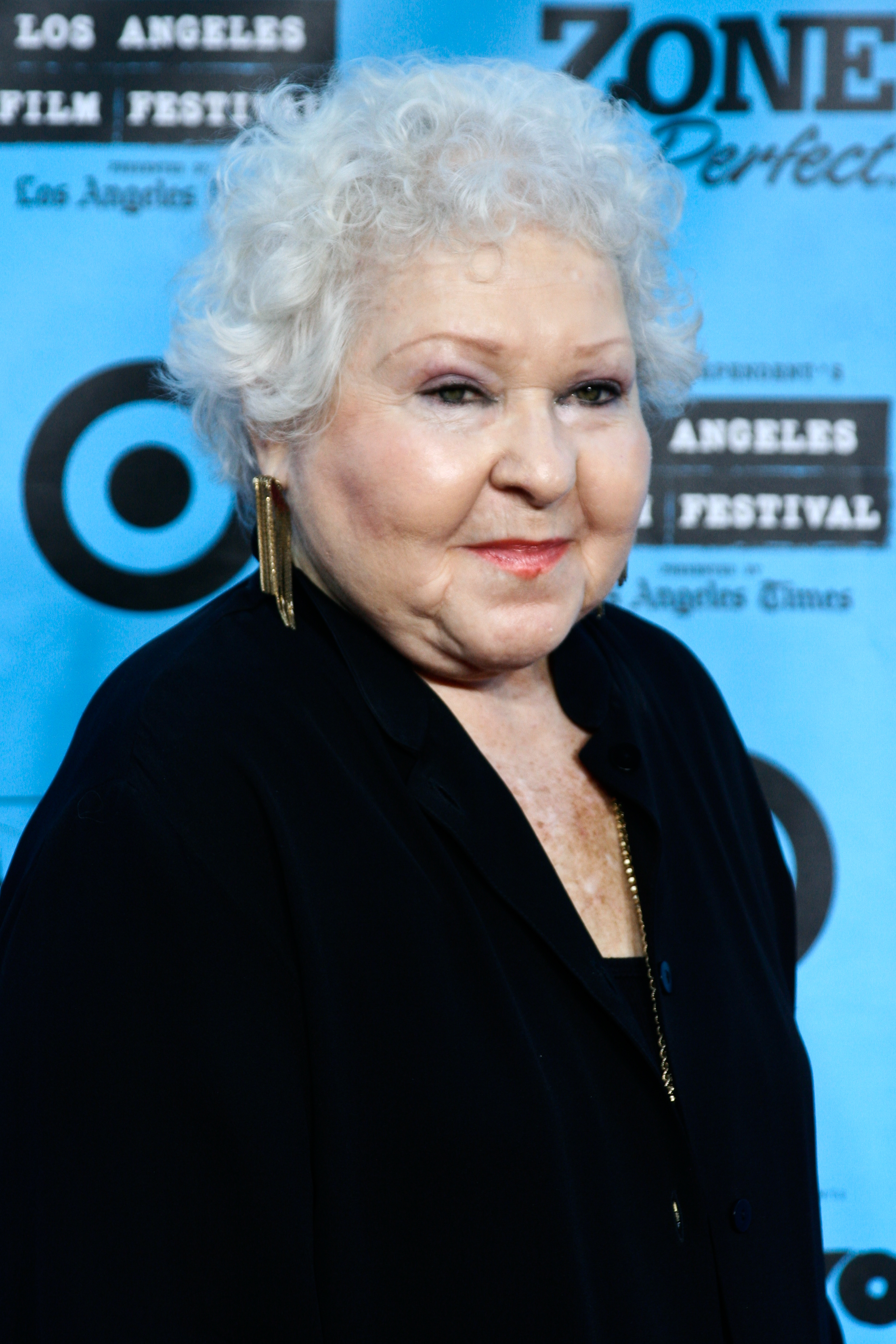
Estelle Harris (1928–2022)

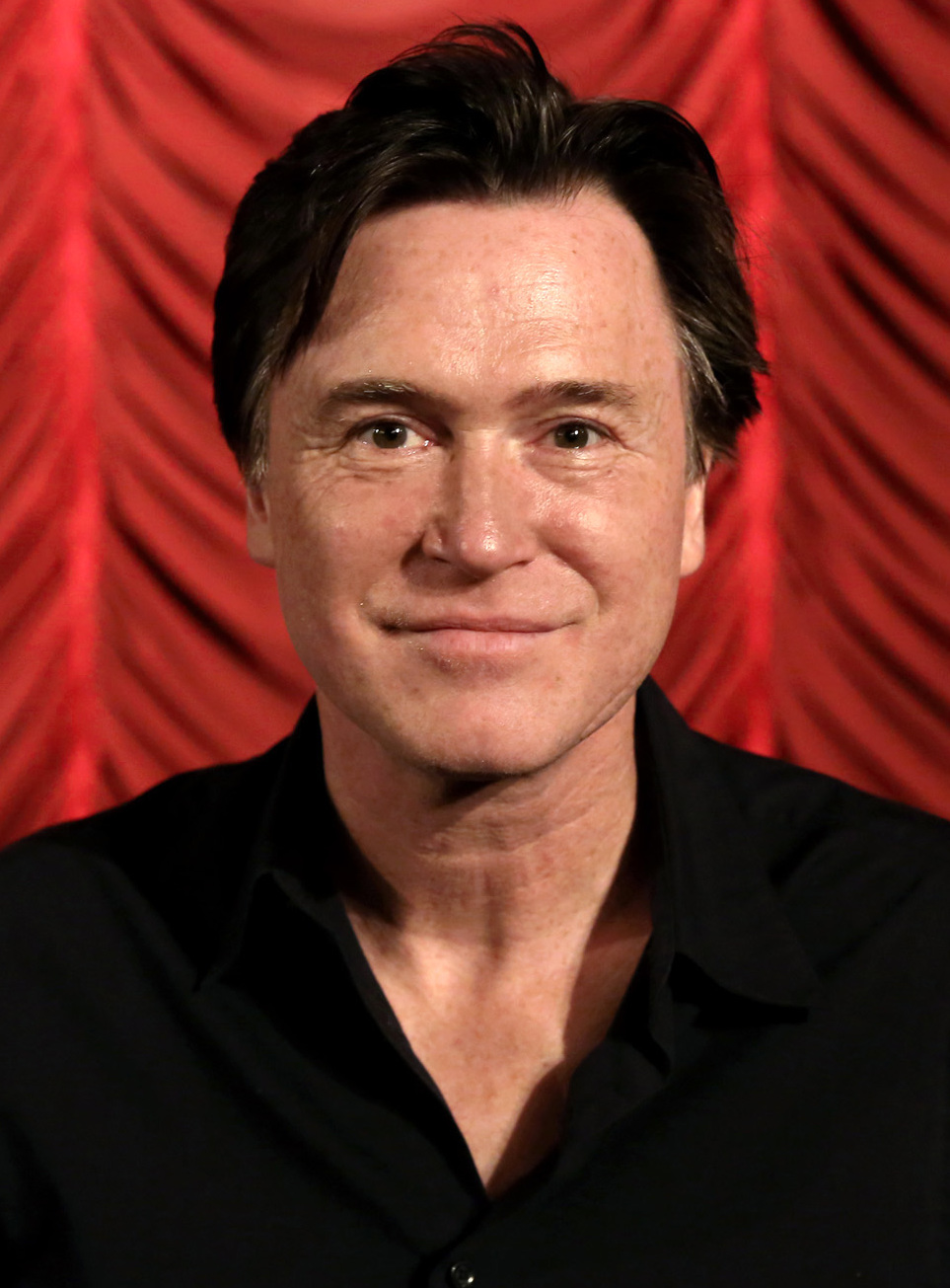
Uwe Bohm (1962–2022)

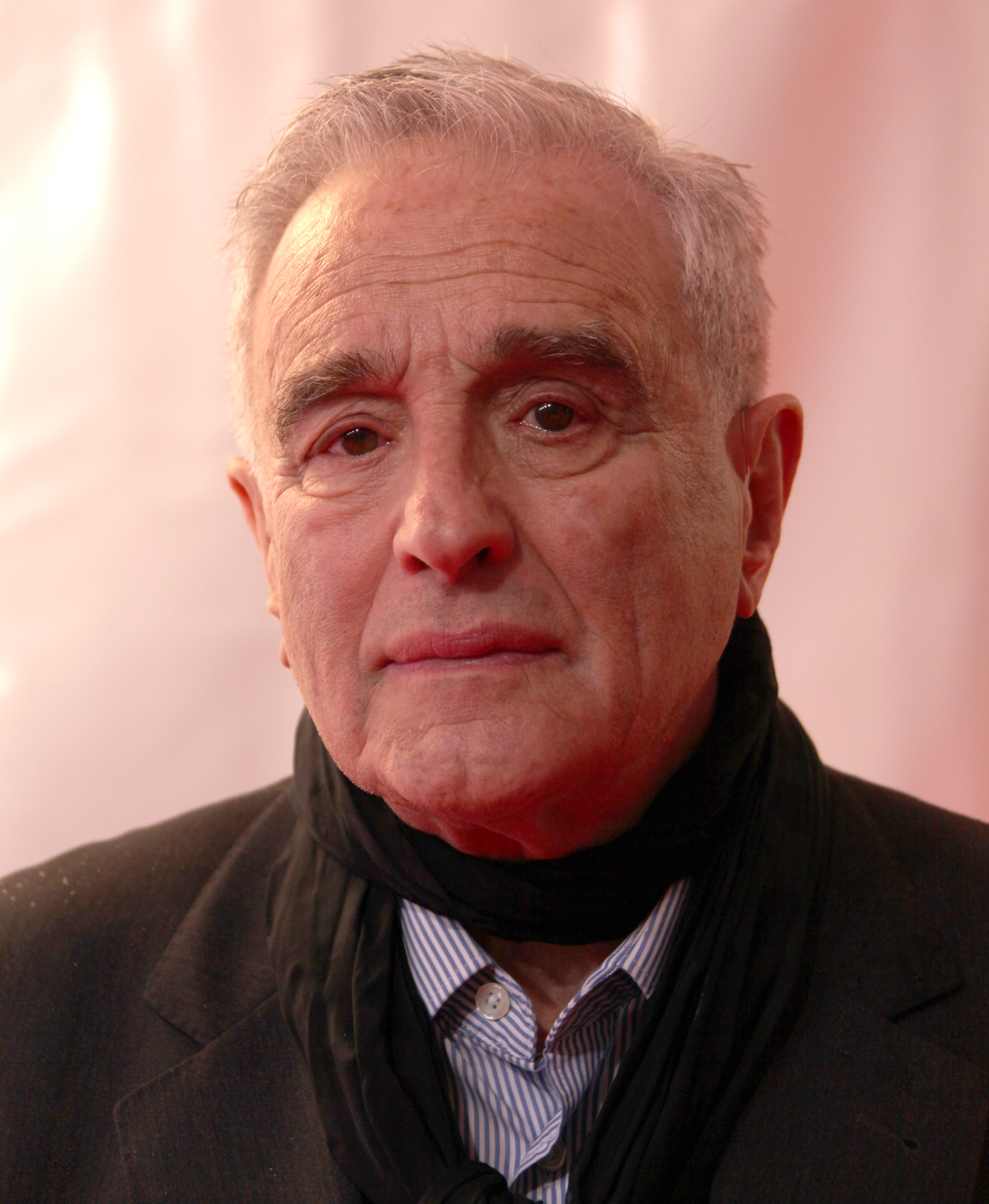
Michael Degen (1928–2022)

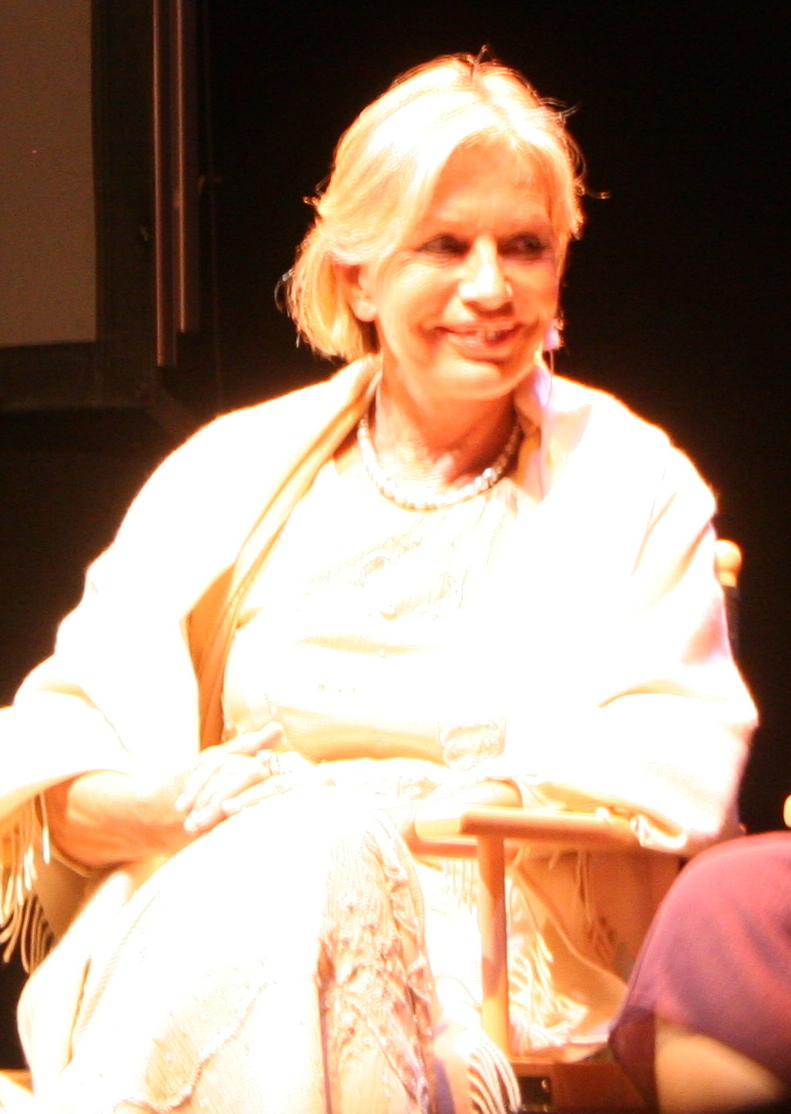
Catherine Spaak (1945–2022)

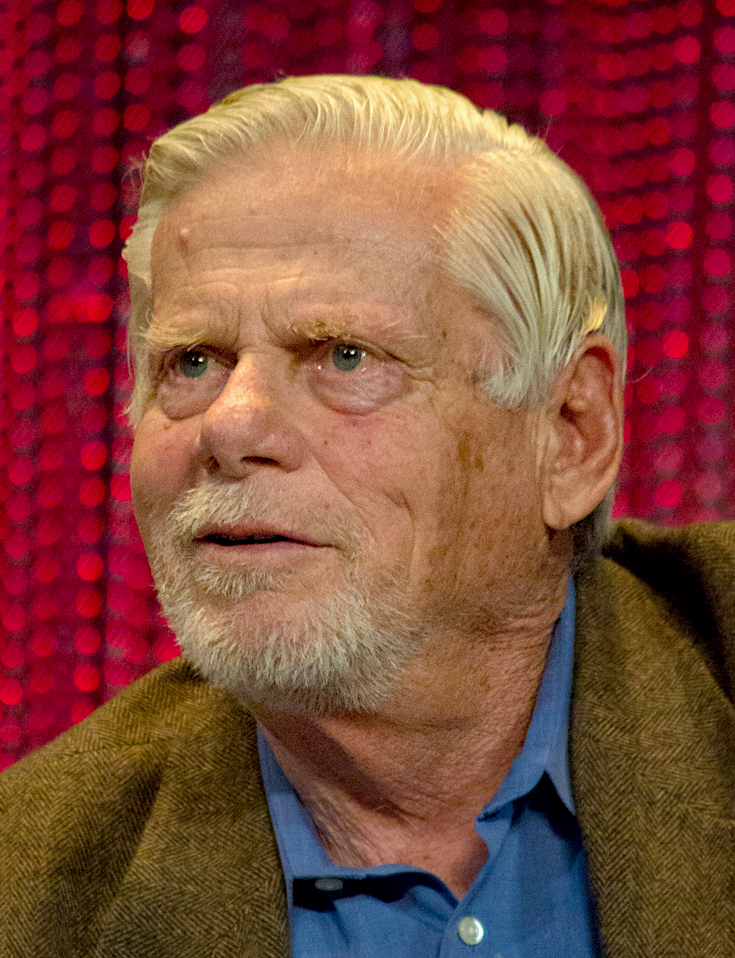
Robert Morse (1931–2022)

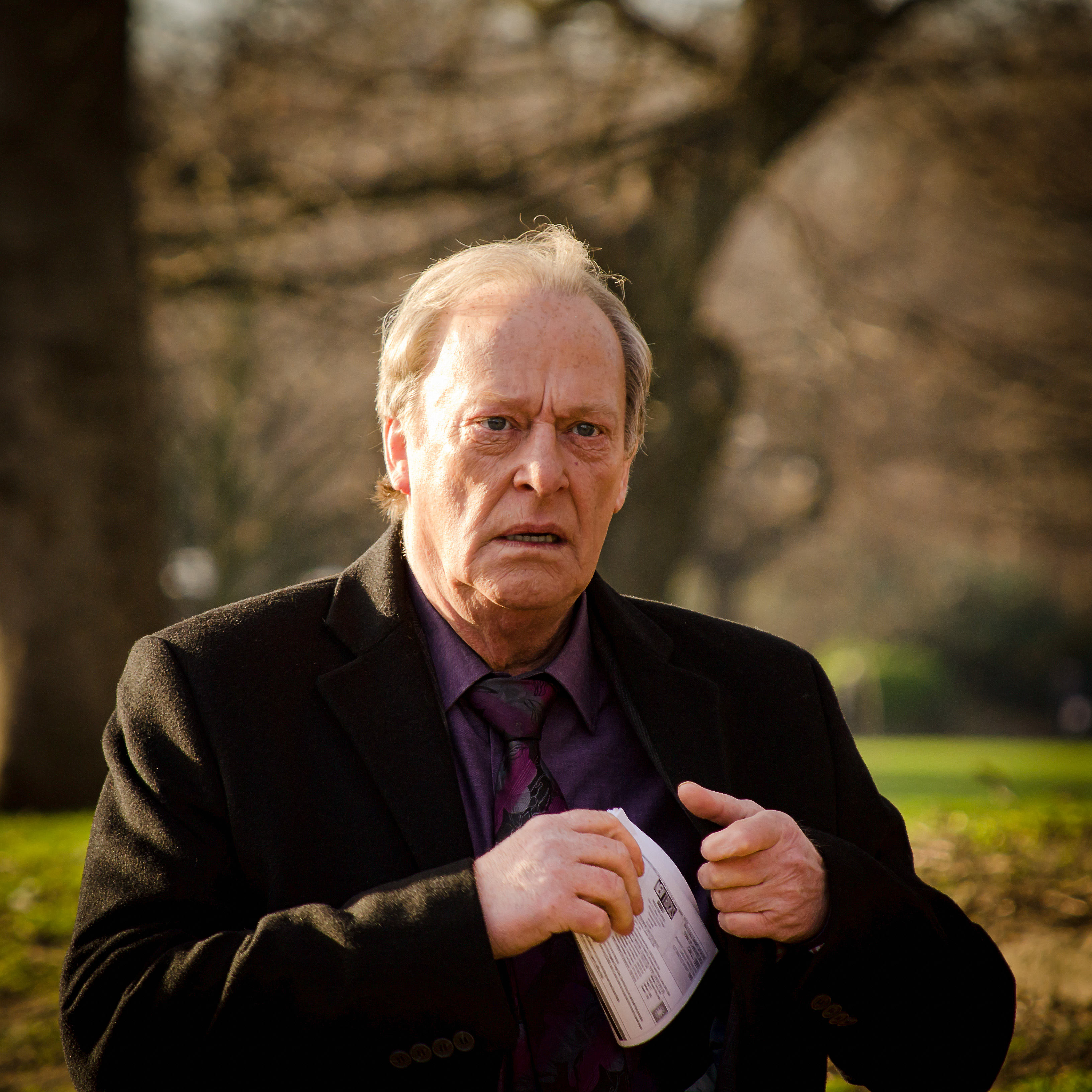
Dennis Waterman (1948–2022)

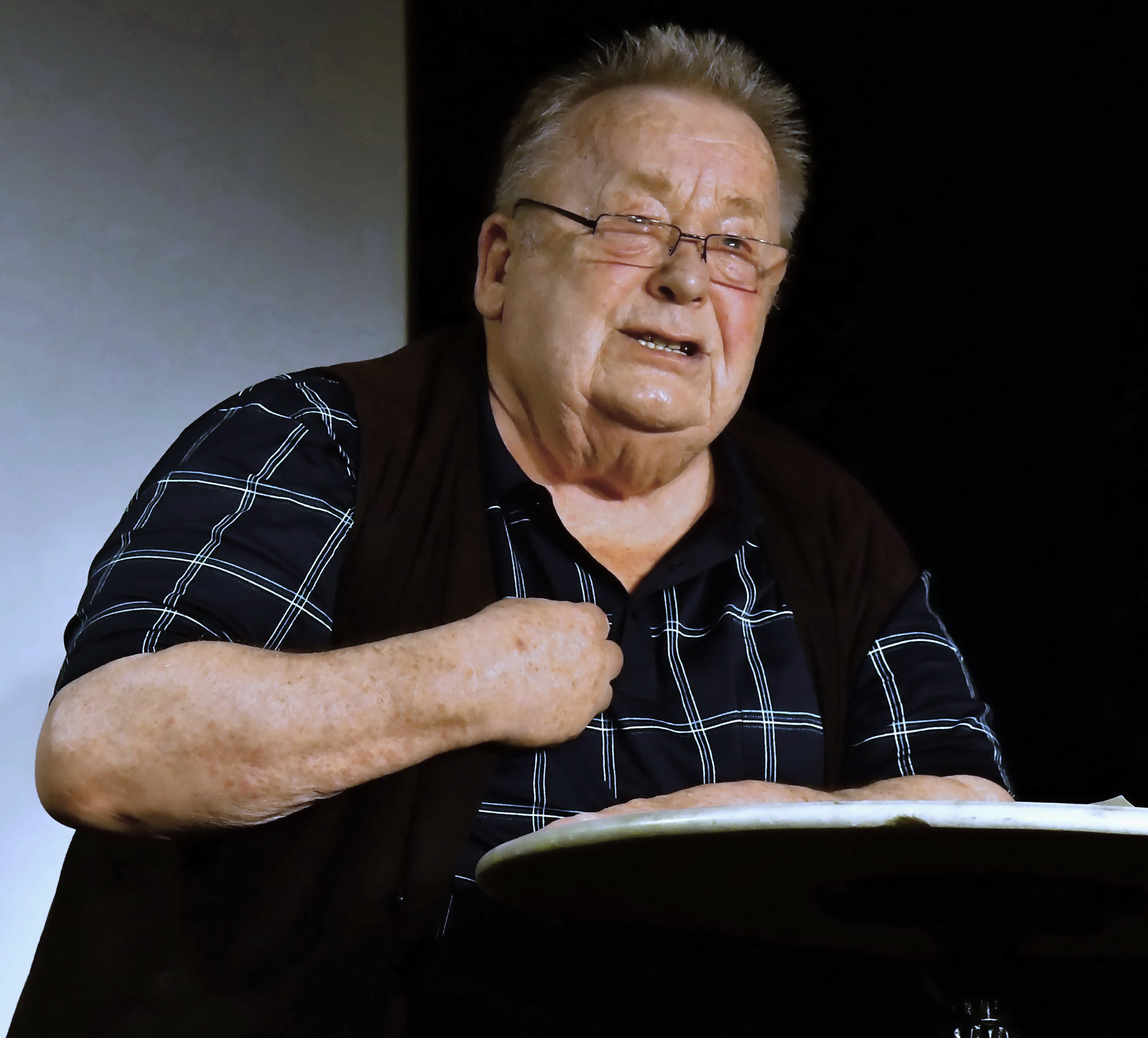
Rainer Basedow (1938–2022)

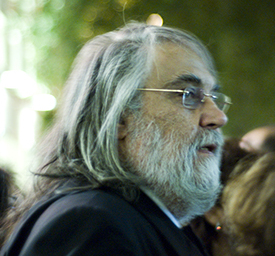
Vangelis (1943–2022)

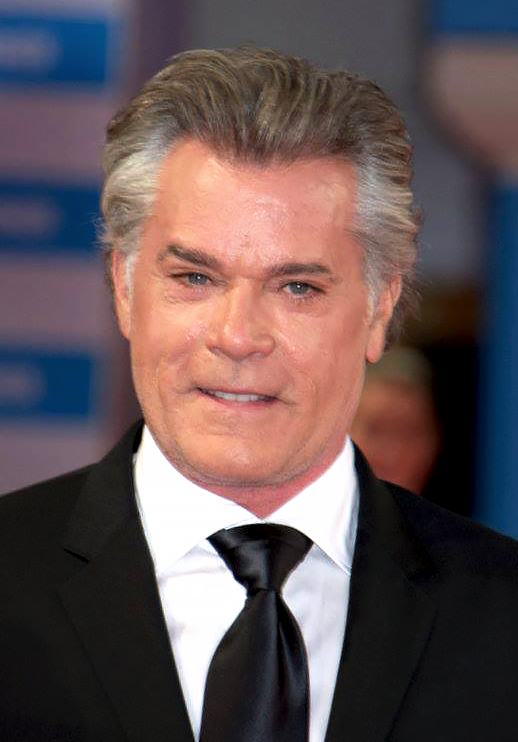
Ray Liotta (1954–2022)

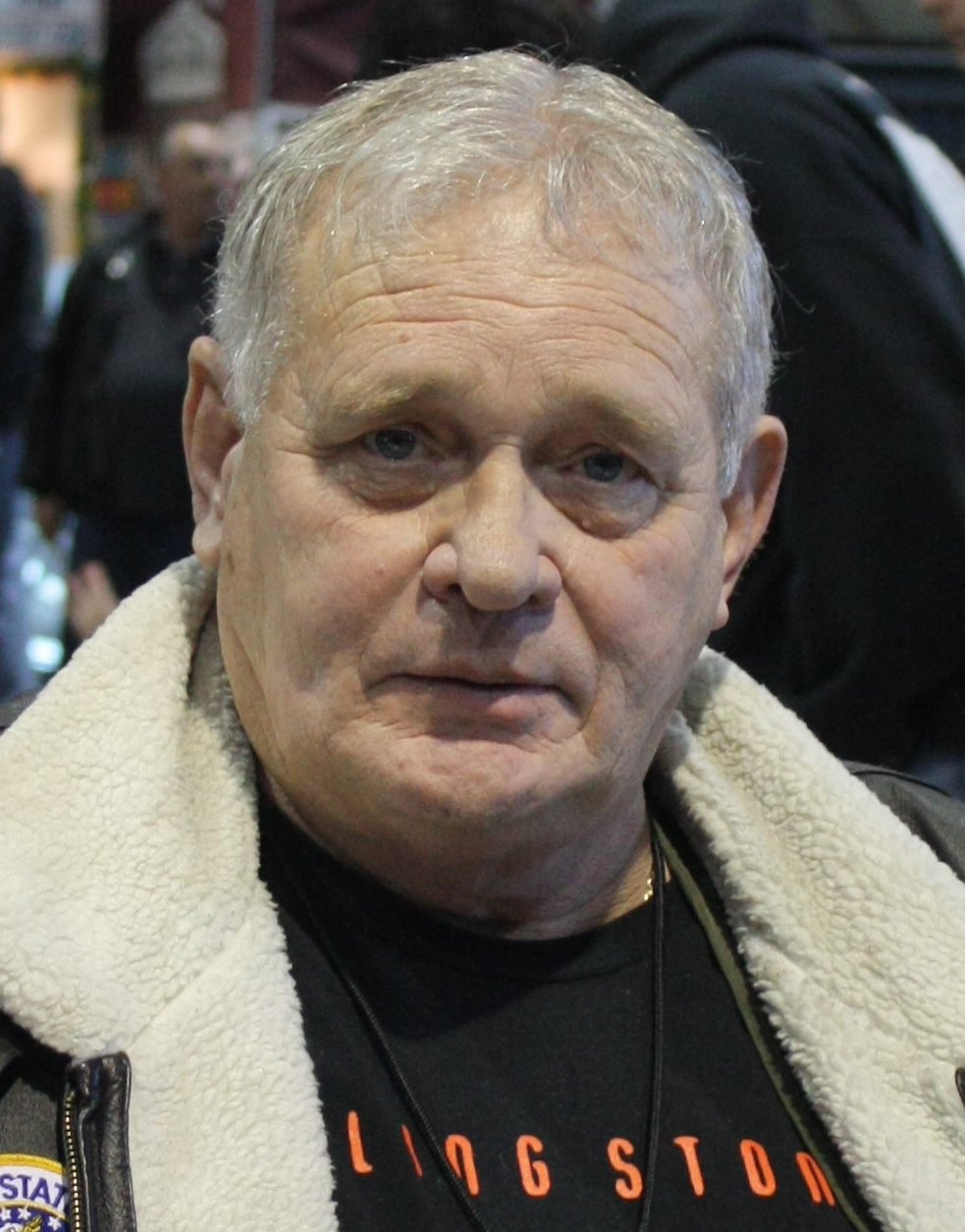
Bo Hopkins (1938–2022)

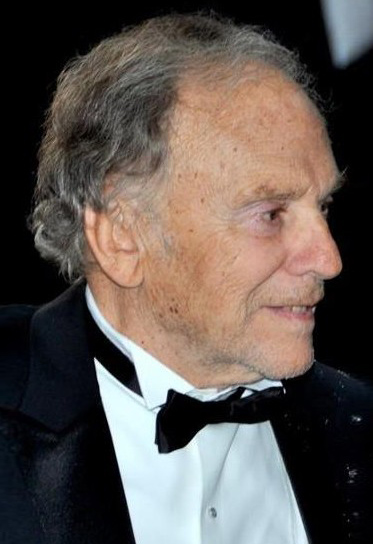
Jean-Louis Trintignant (1930–2022)

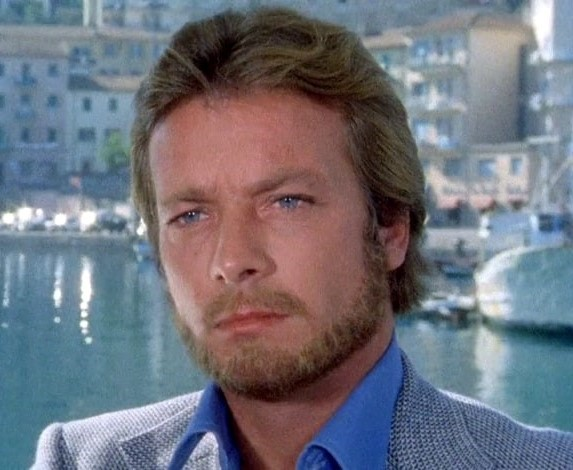
Robert Hoffmann (1939–2022)

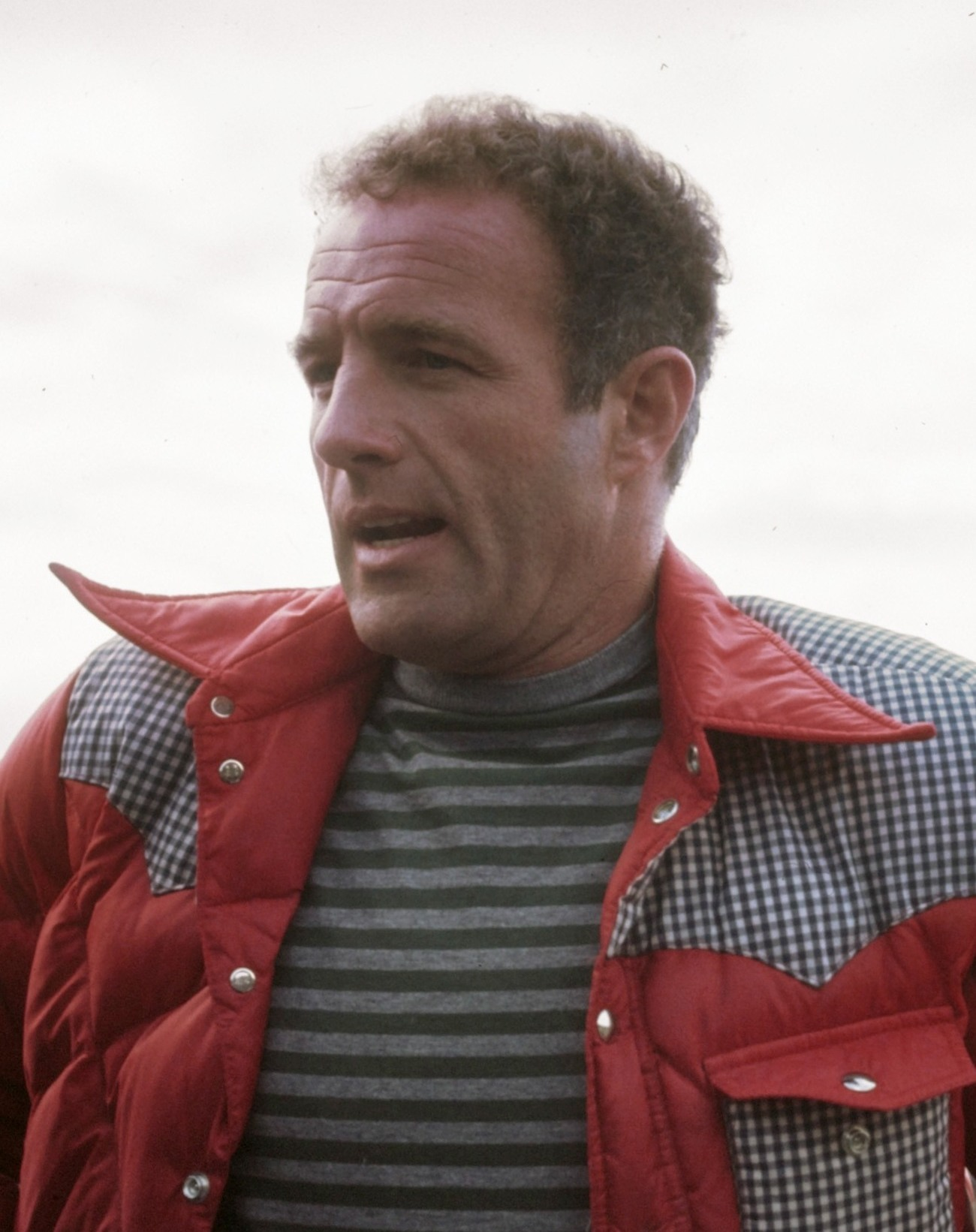
James Caan (1940–2022)

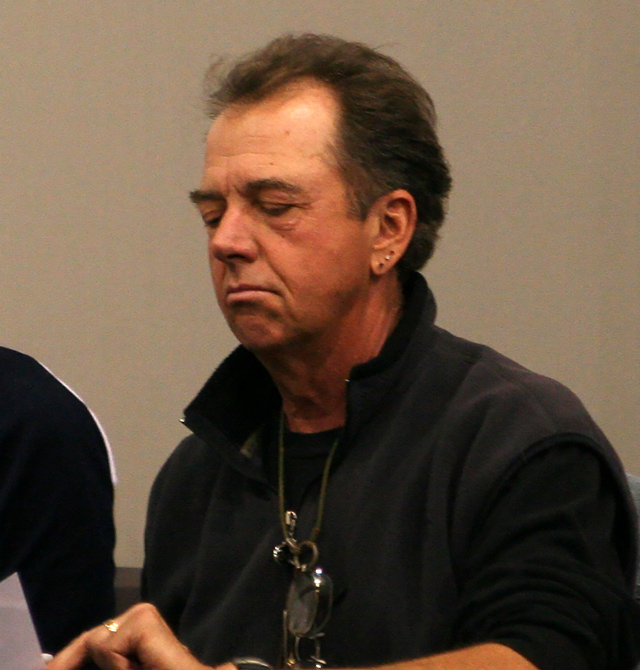
Gregory Itzin (1948–2022)

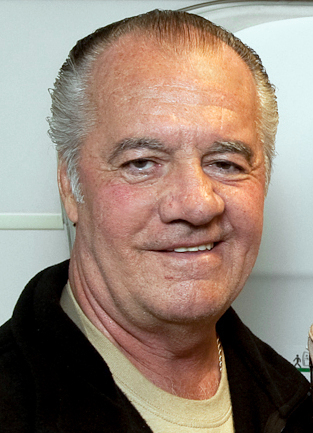
Tony Sirico (1942–2022)

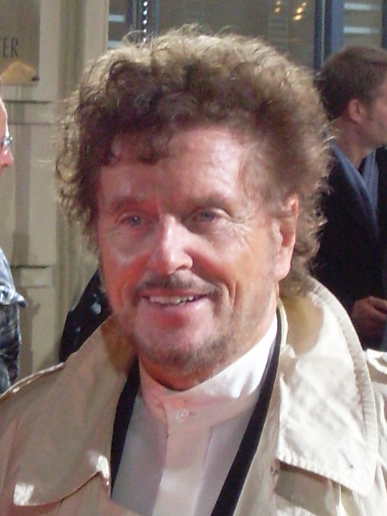
Dieter Wedel (1939–2022)

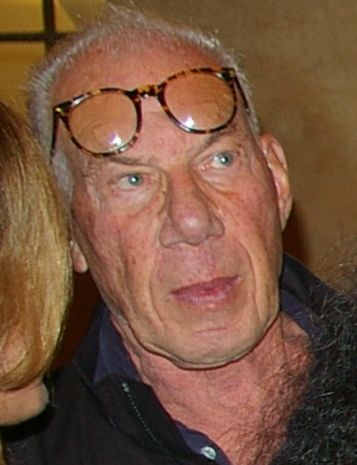
Bob Rafelson (1933–2022)

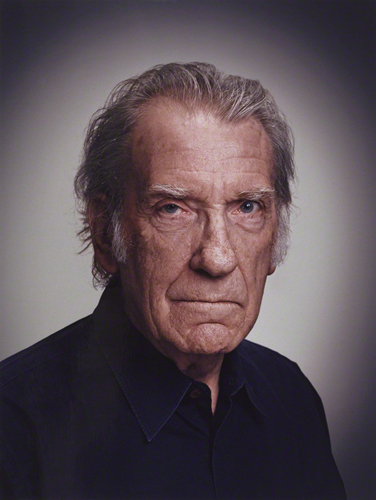
David Warner (1941–2022)

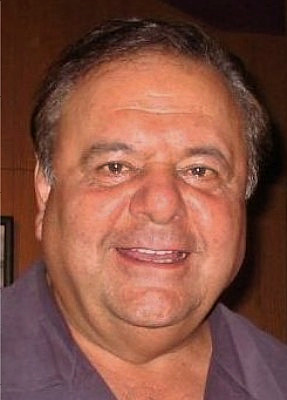
Paul Sorvino (1939–2022)

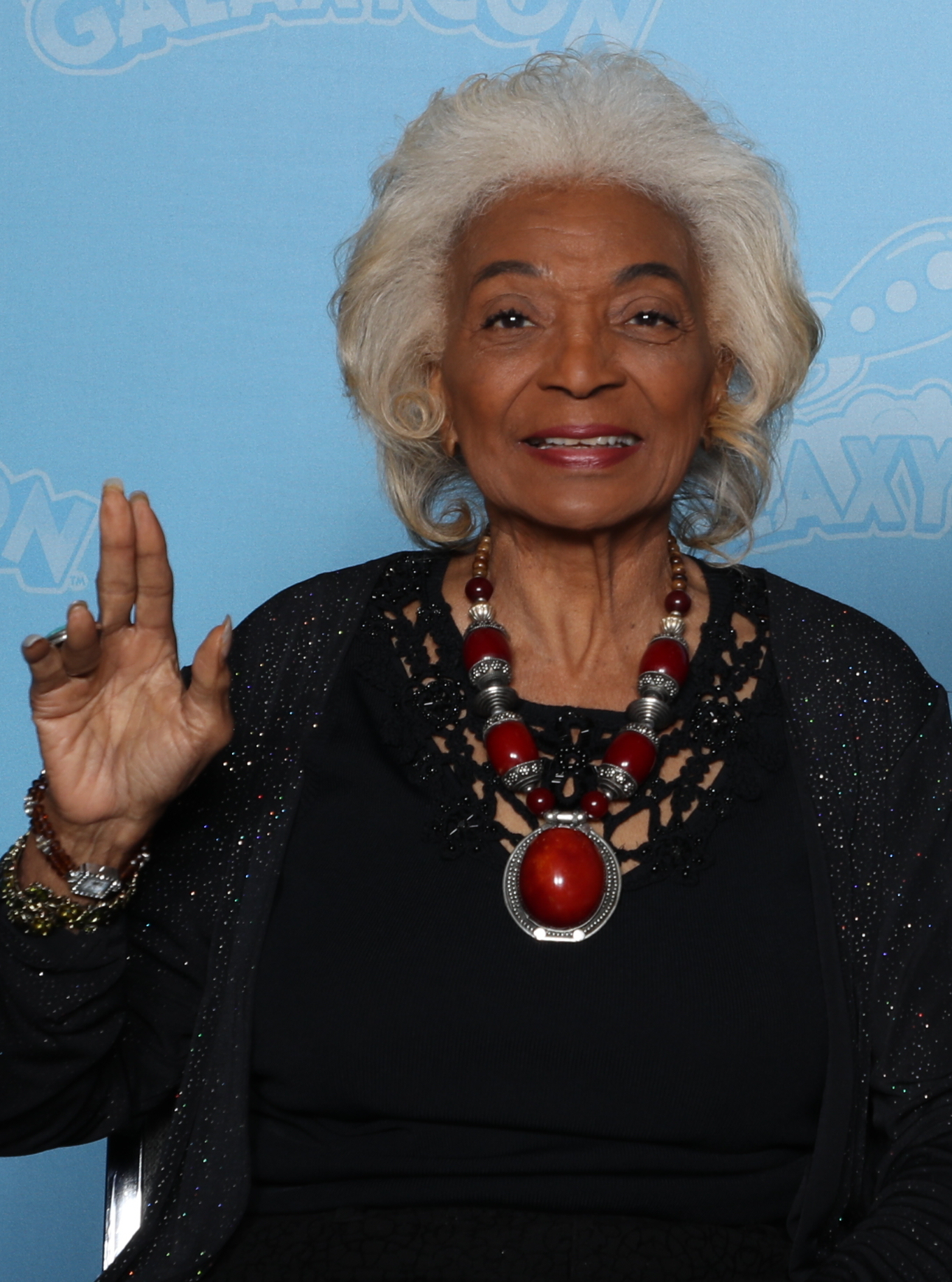
Nichelle Nichols (1932–2022)

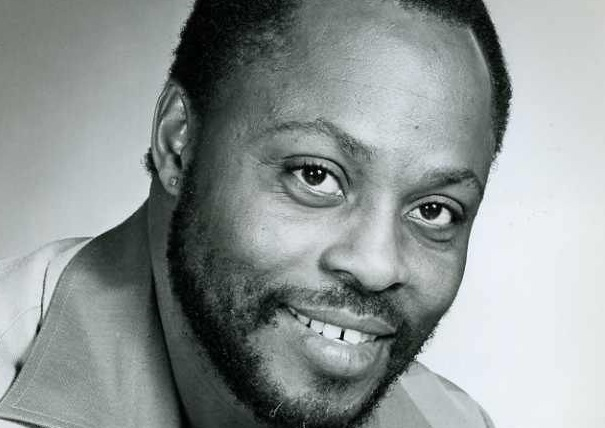
Roger E. Mosley (1938–2022)

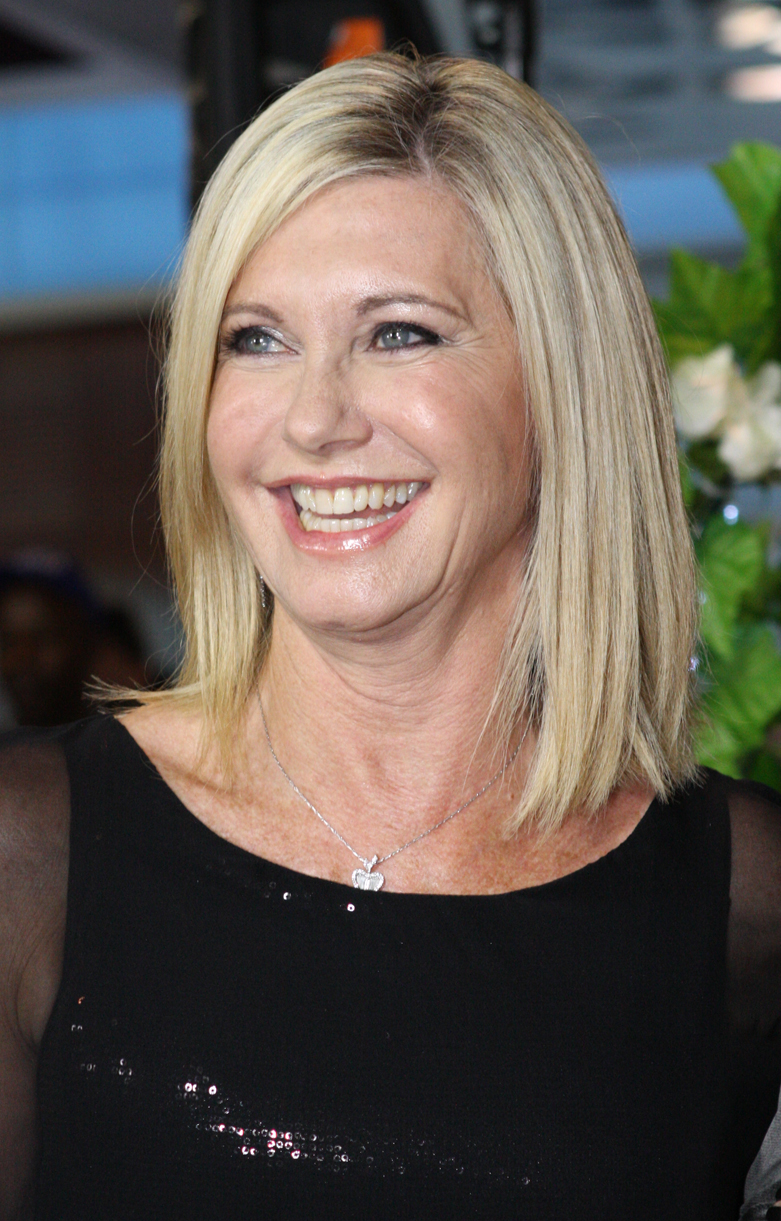
Olivia Newton-John (1948–2022)

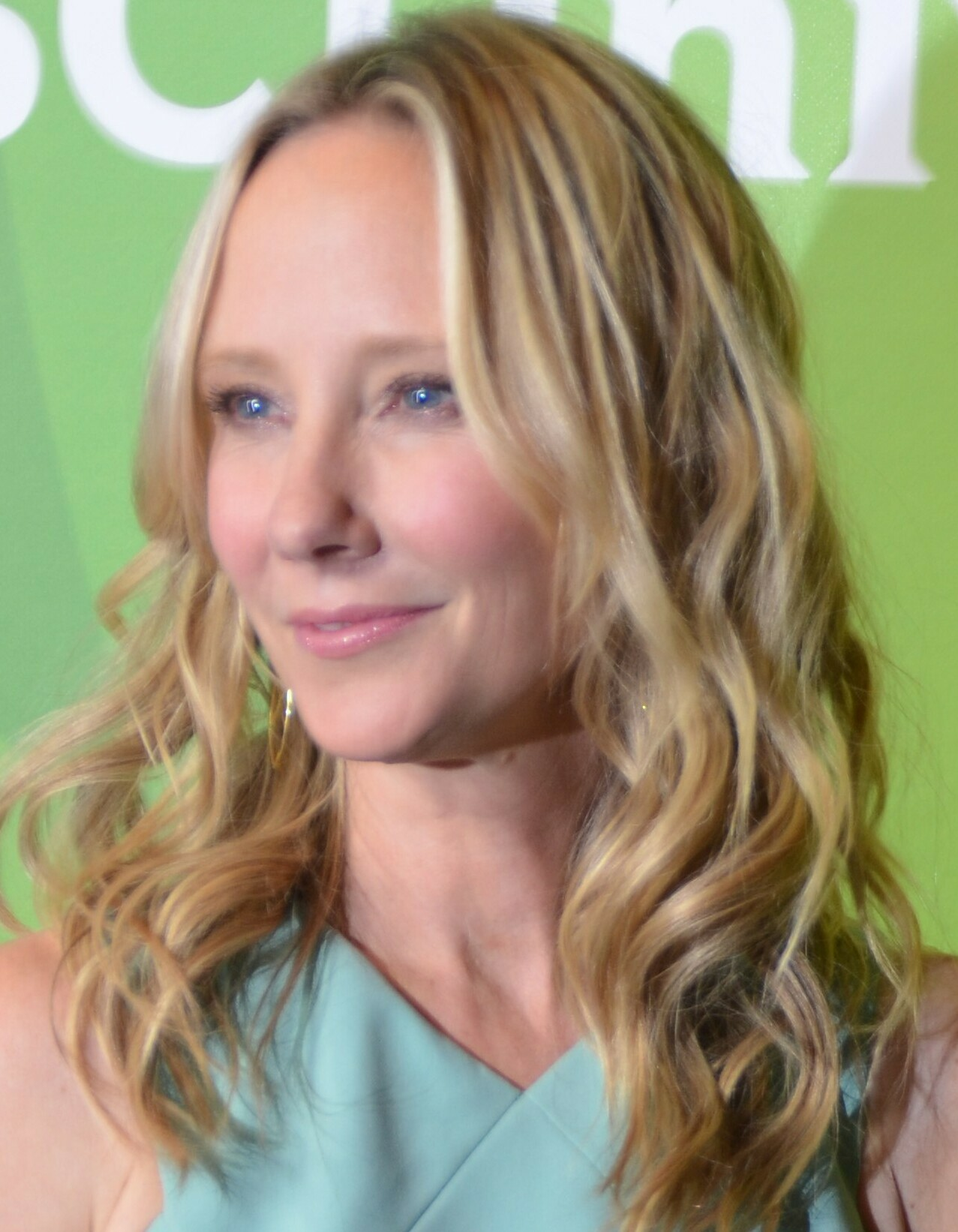
Anne Heche (1969–2022)

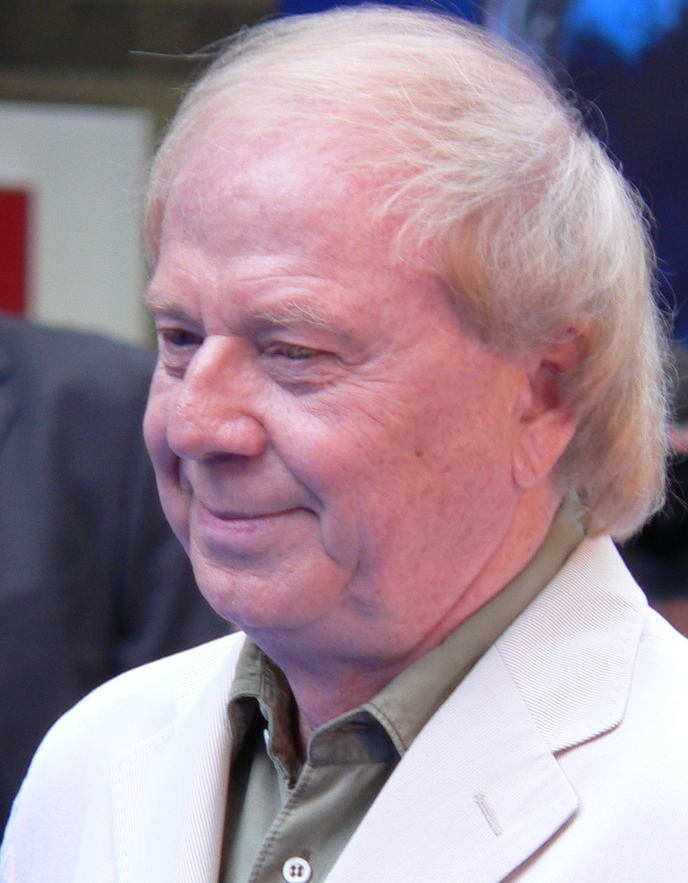
Wolfgang Petersen (1941–2022)

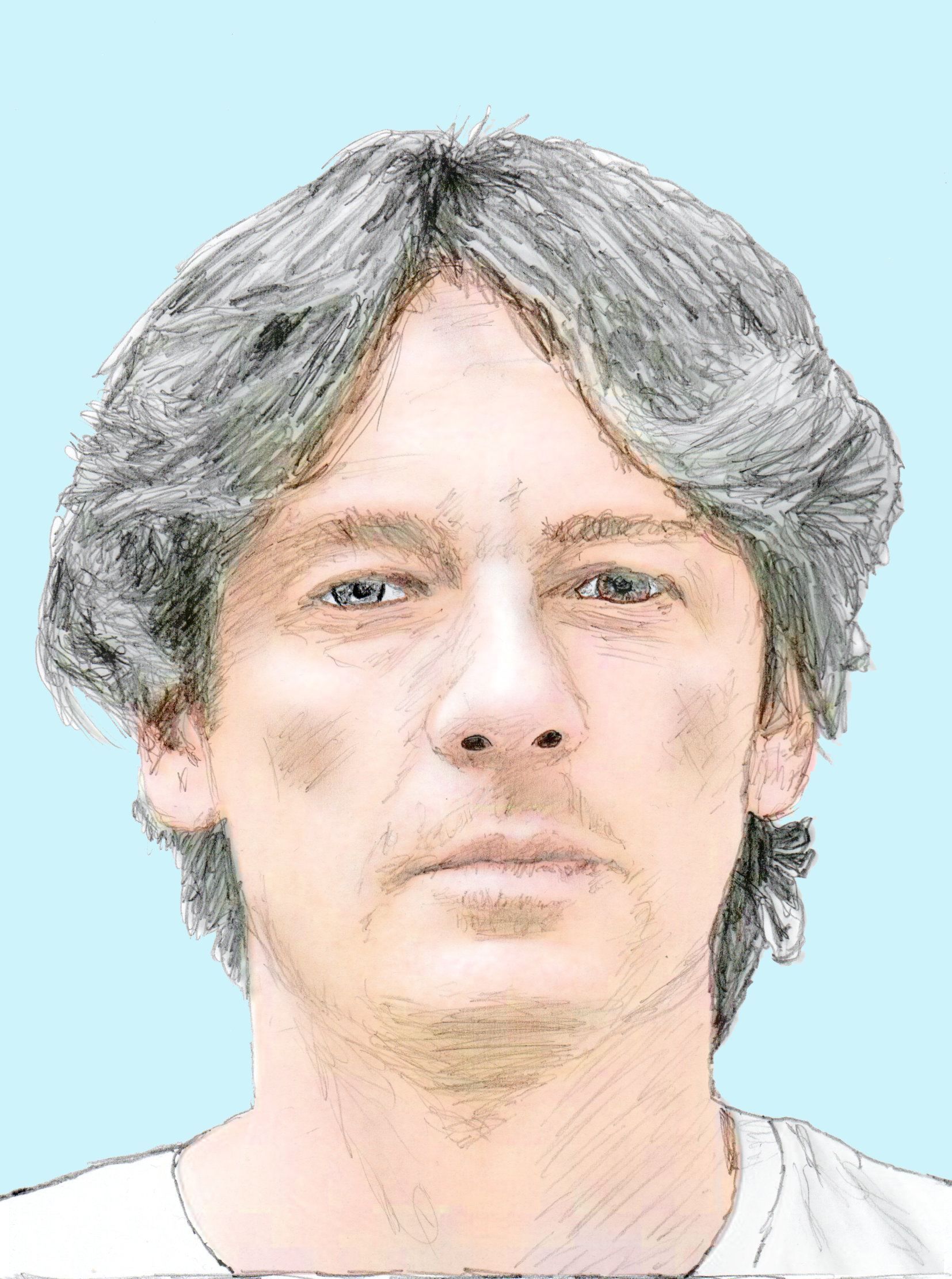
Just Jaeckin (1940–2022)

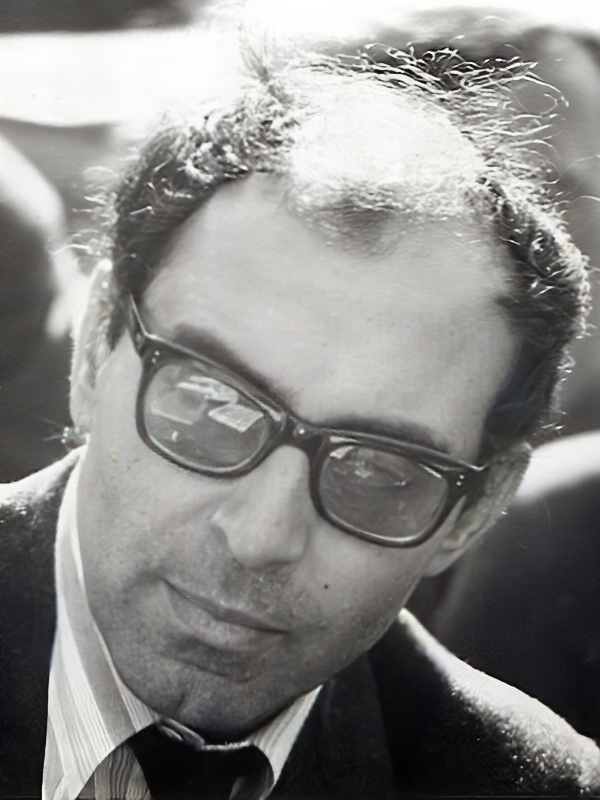
Jean-Luc Godard (1930–2022)

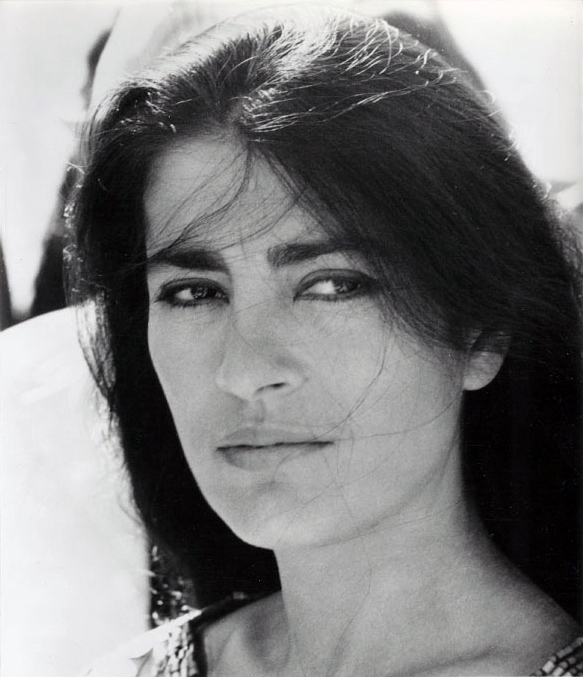
Irene Papas (1926–2022)

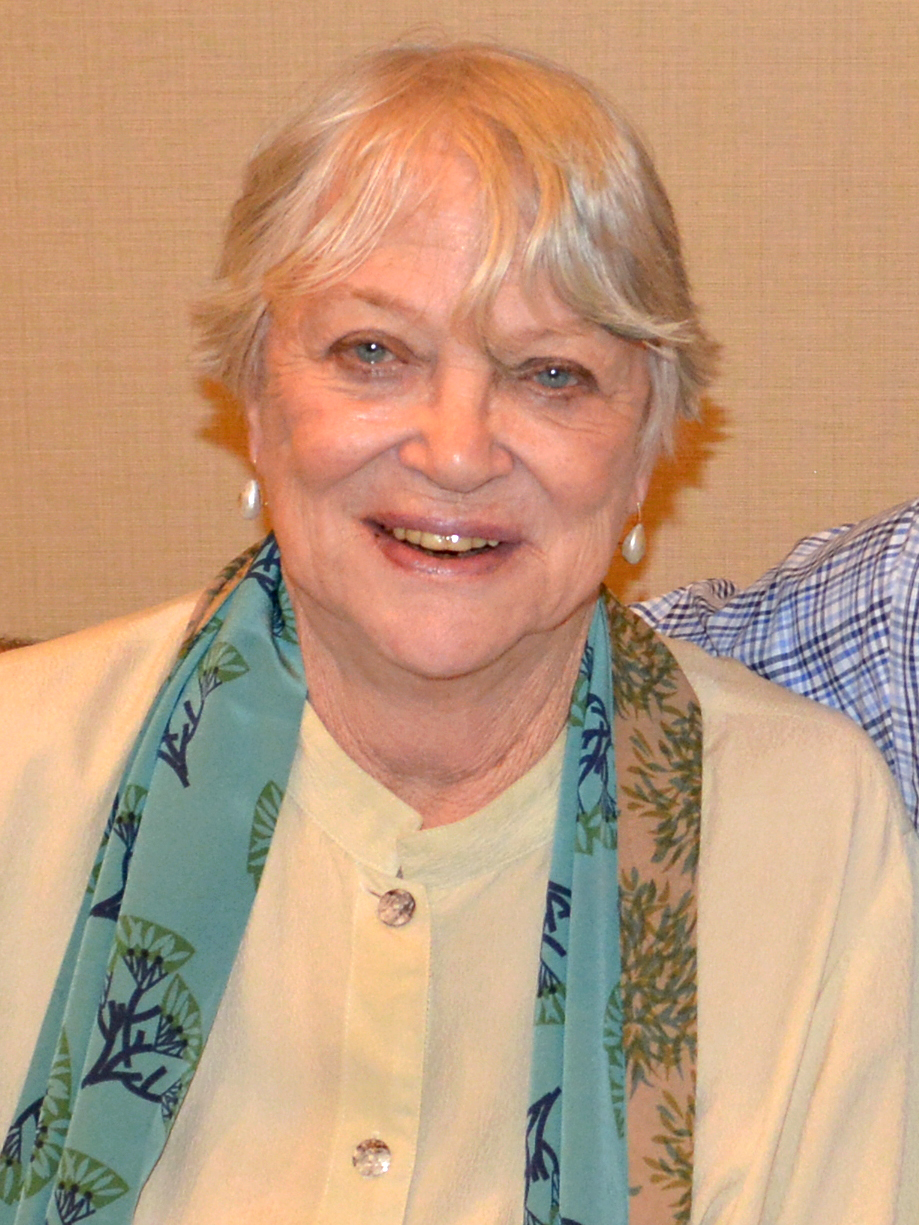
Louise Fletcher (1934–2022)

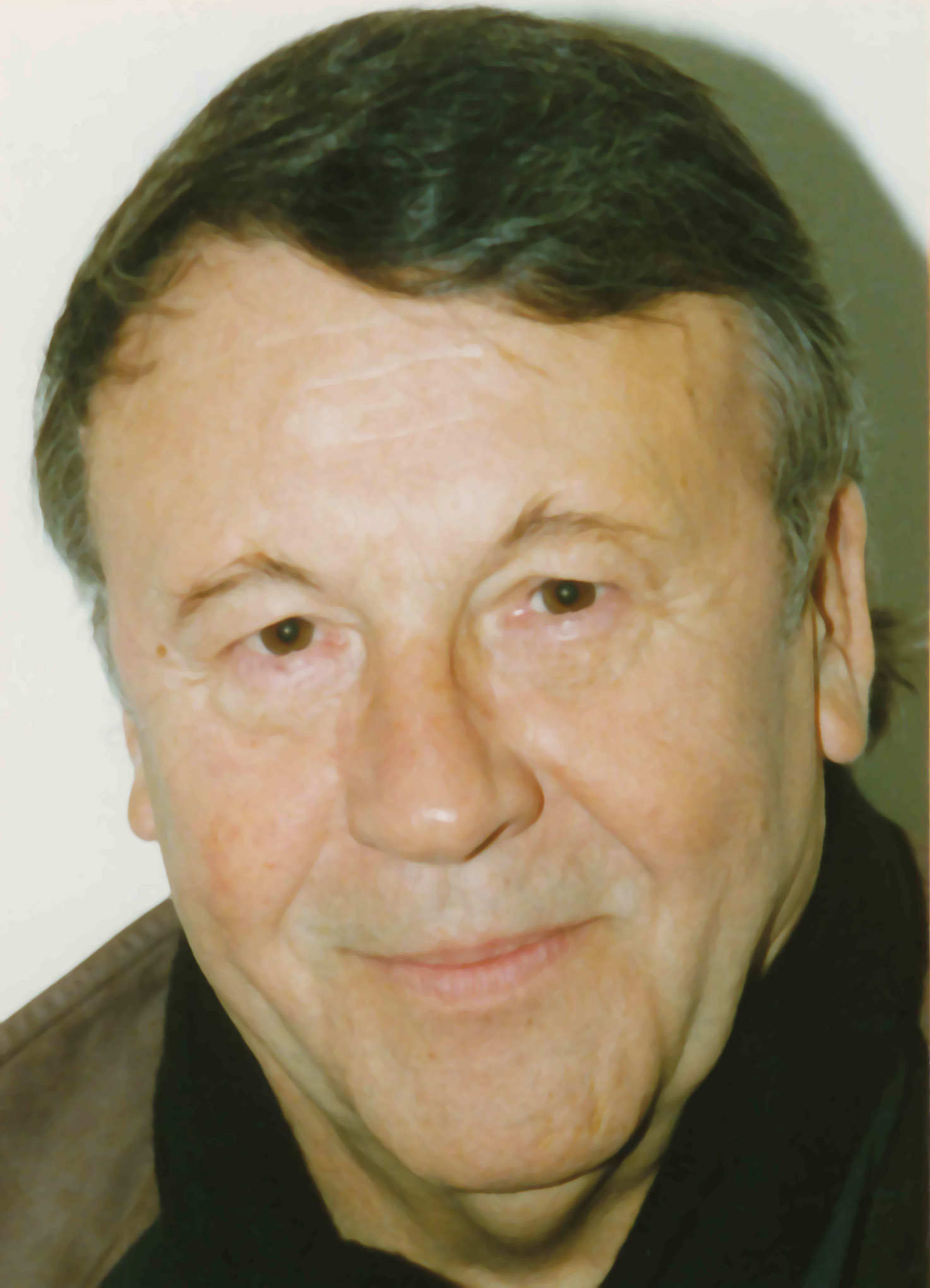
Günter Lamprecht (1930–2022)

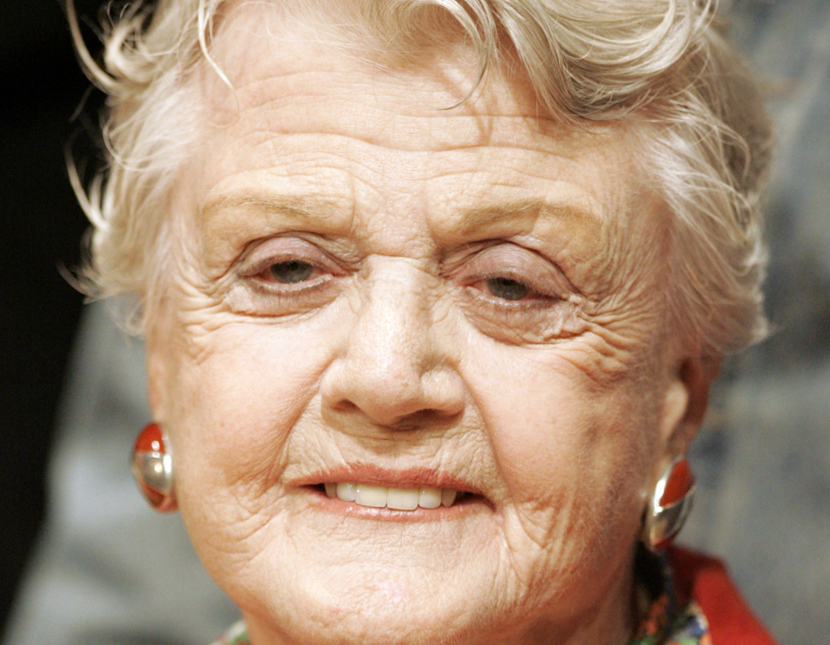
Angela Lansbury (1925–2022)

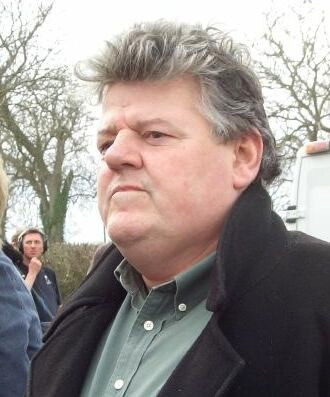
Robbie Coltrane (1950–2022)

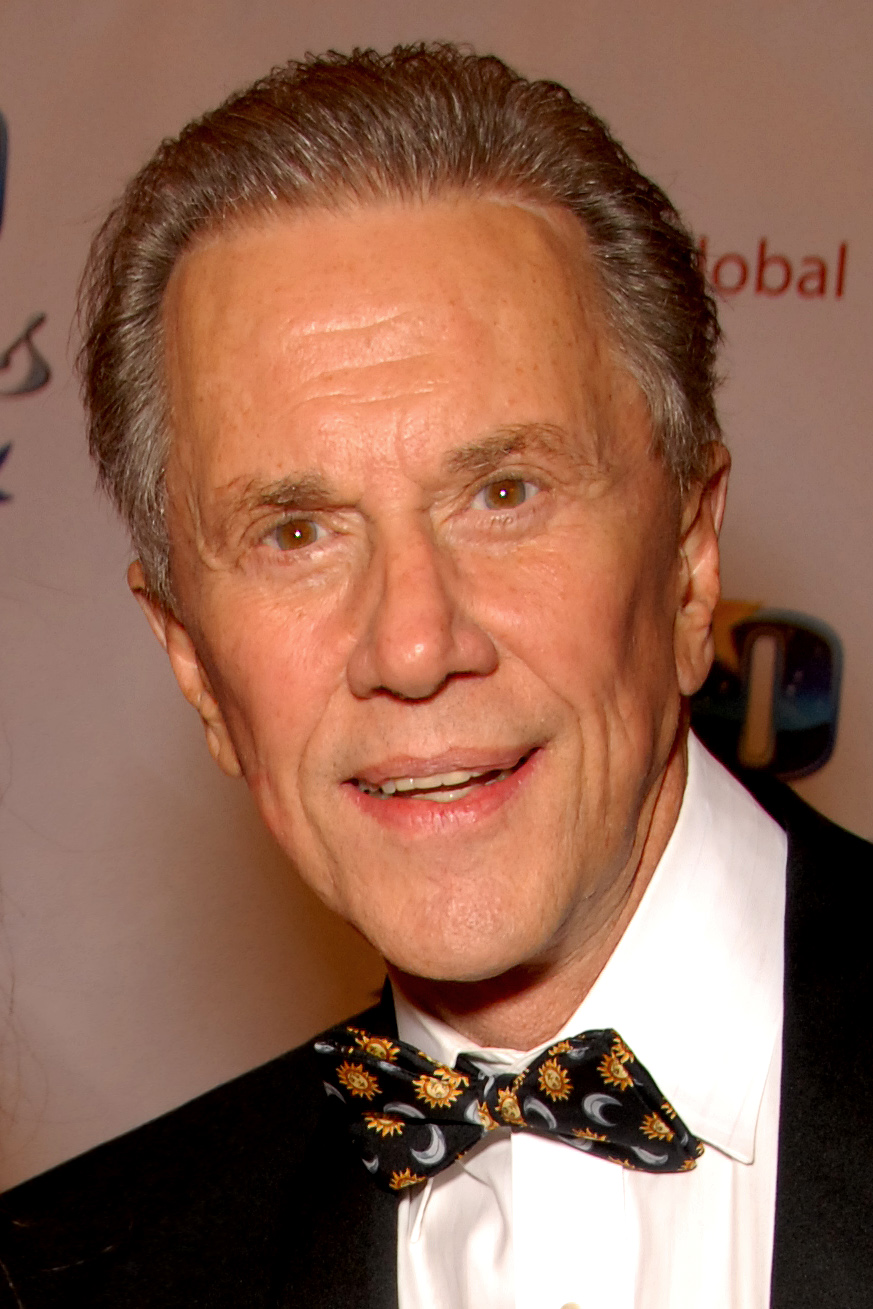
Andrew Prine (1936–2022)

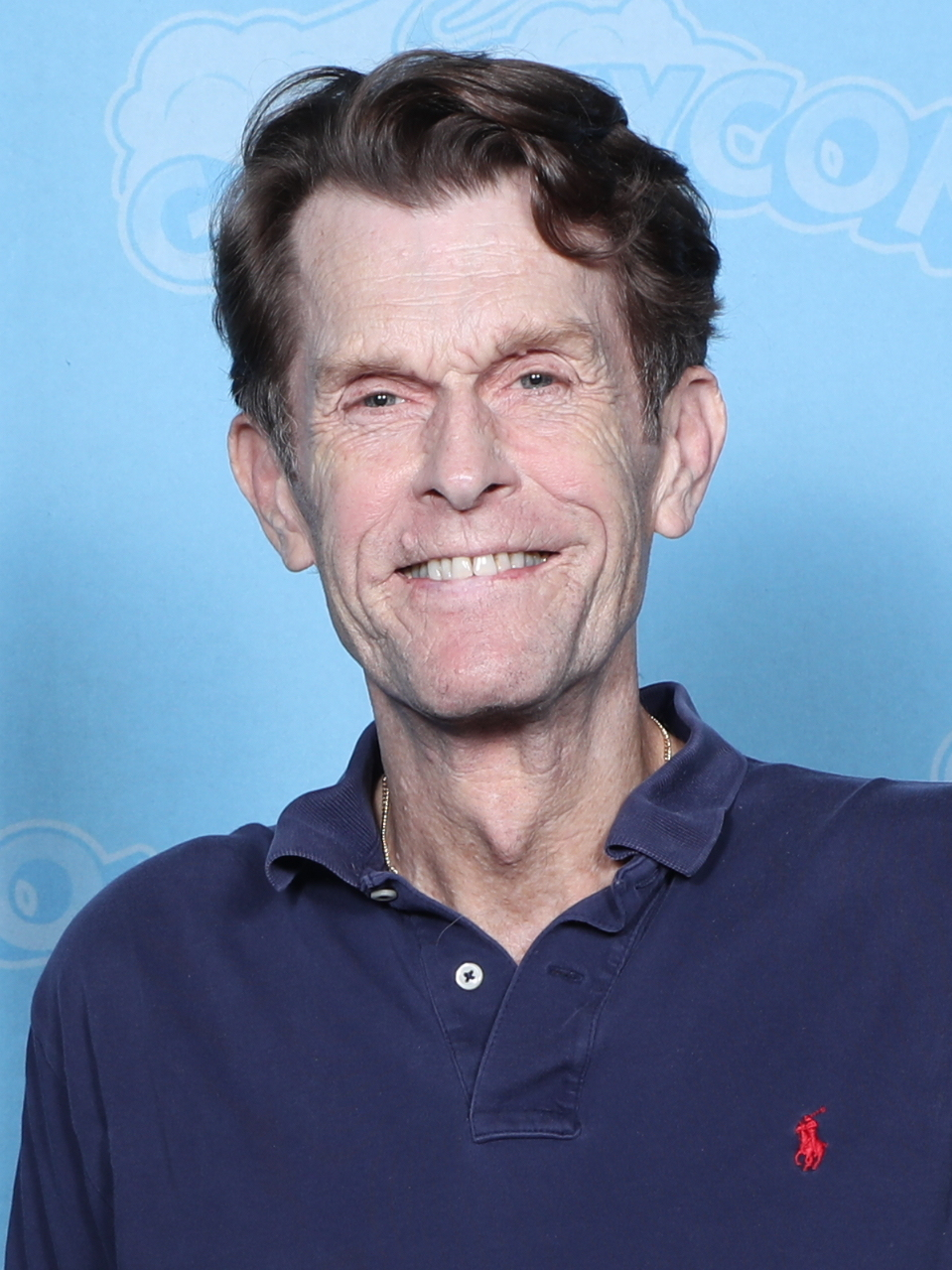
Kevin Conroy (1955–2022)

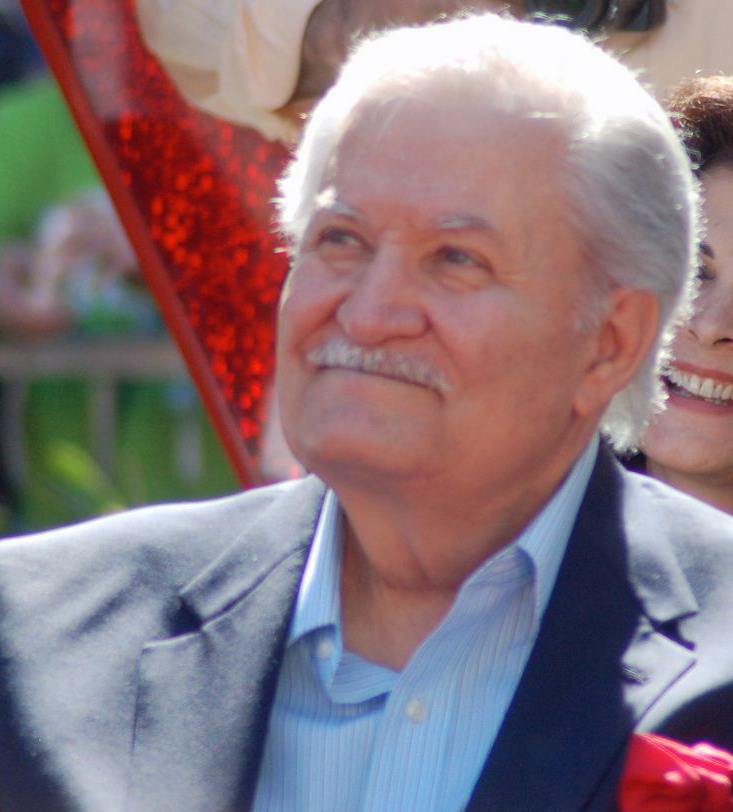
John Aniston (1933–2022)

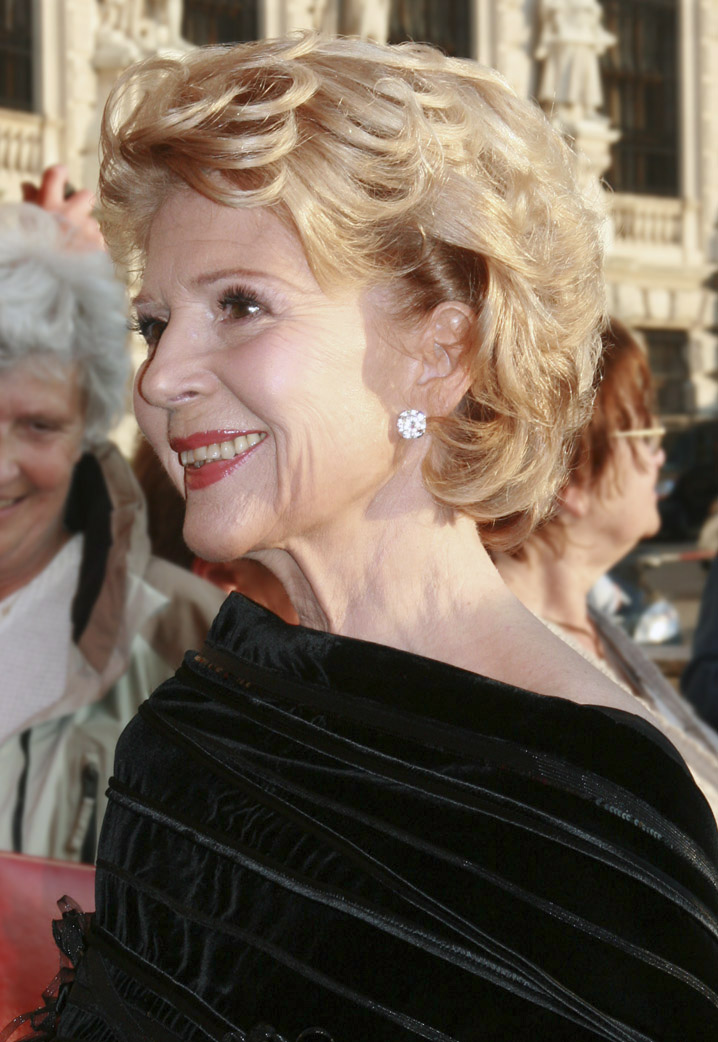
Christiane Hörbiger (1938–2022)

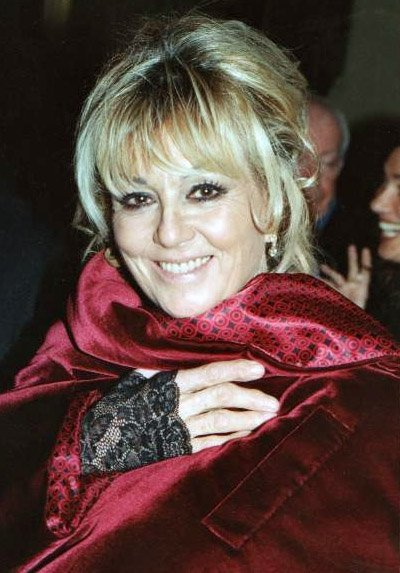
Mylene Demongeot (1935–2022)

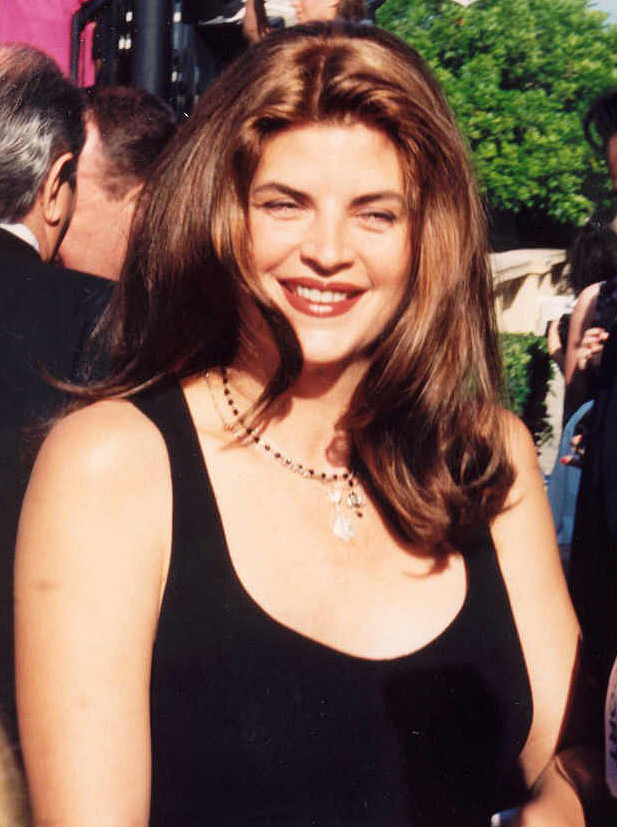
Kirstie Alley (1951–2022)

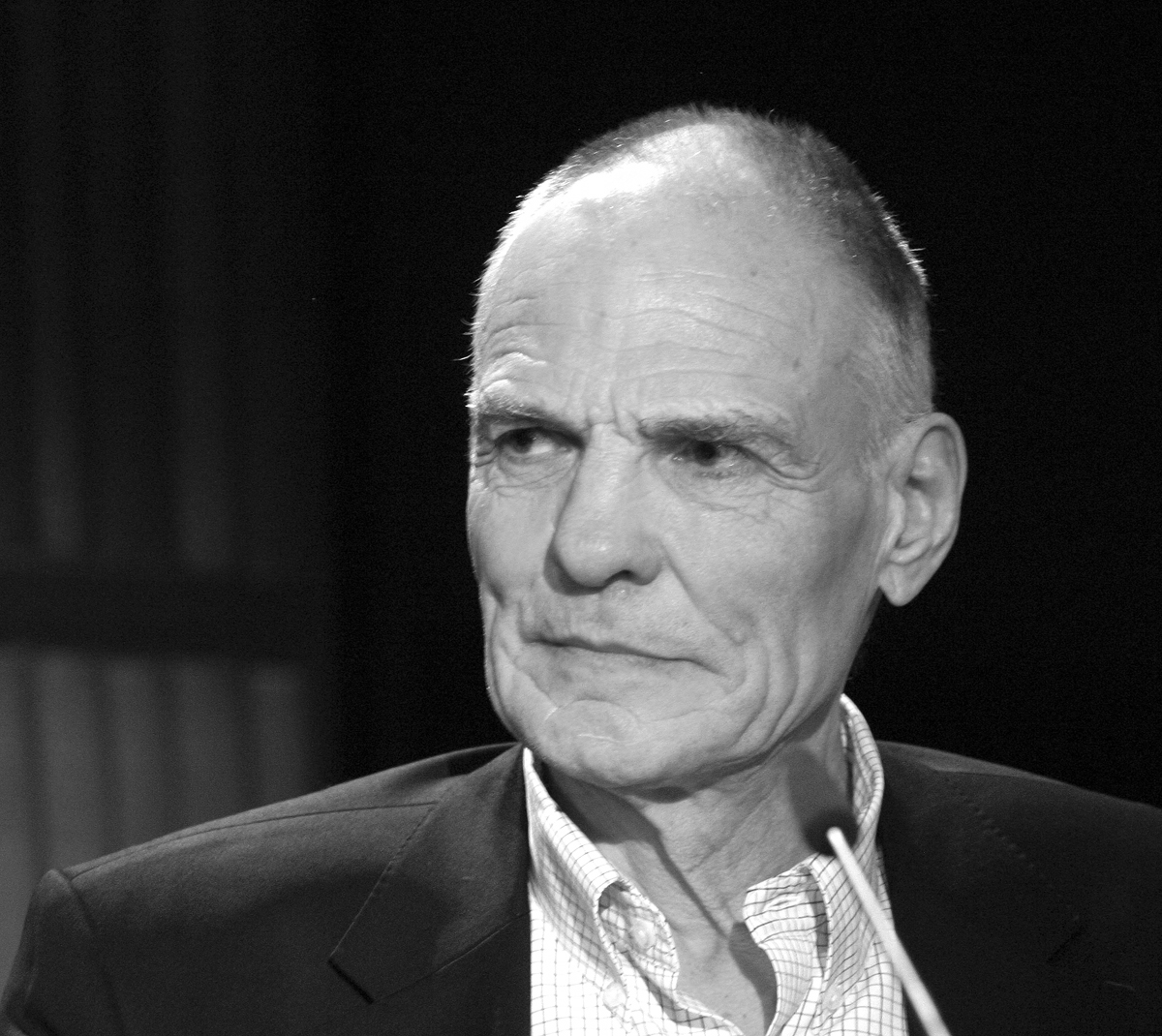
Hans Peter Hallwachs (1938–2022)

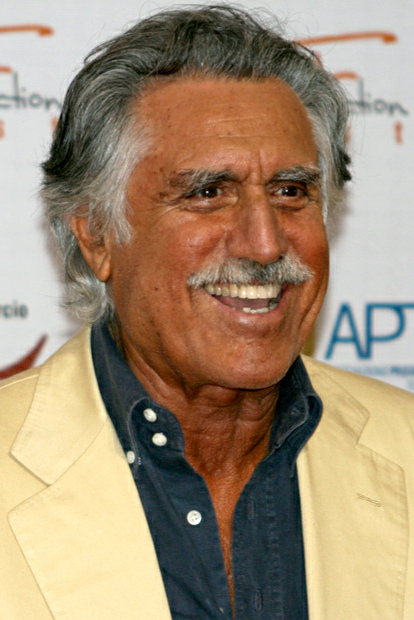
Lando Buzzanca (1935–2022)

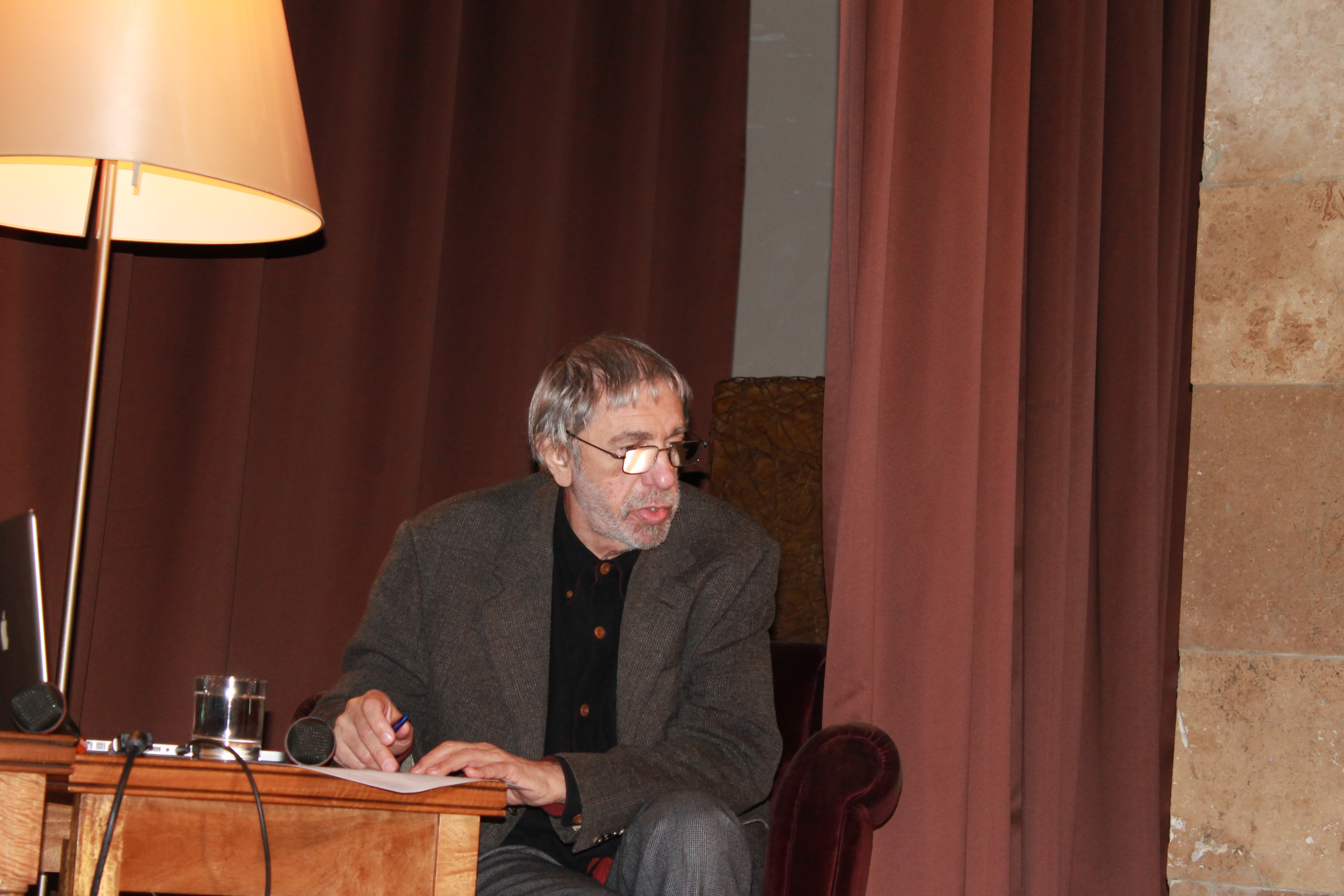
Eduard Artemjew (1937–2022)

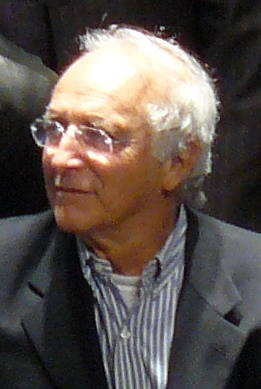
Ruggero Deodato (1939–2022)

### Januar bis März
Januar:
- 01. Januar: Barbara Chilcott, kanadische Schauspielerin (* 1922)
- 01. Januar: Max Julien, US-amerikanischer Schauspieler, Drehbuchautor und Musiker (* 1933)
- 02. Januar: Suzanne Bauman, US-amerikanische Filmregisseurin, Filmproduzentin, Drehbuchautorin und Filmeditorin (* 1945)
- 03. Januar: Gina Cabrera, kubanische Schauspielerin (* 1928)
- 03. Januar: Mario Lanfranchi, italienischer Opernregisseur, Filmregisseur und Drehbuchautor (* 1927)
- 03. Januar: Marie-Laure Valla, französische Szenenbildnerin (* 1963)
- 03. Januar: Vladan Živković, serbischer Schauspieler (* 1941)
- 04. Januar: Joan Copeland, US-amerikanische Schauspielerin (* 1922)
- 05. Januar: Anita Gutwell, österreichische Schauspielerin (* 1930)
- 05. Januar: Kim Mi-soo, südkoreanisches Model und Schauspielerin (* 1992)
- 06. Januar: Peter Bogdanovich, US-amerikanischer Regisseur, Drehbuchautor, Filmproduzent und Schauspieler (* 1939)
- 06. Januar: Mariano Laurenti, italienischer Regisseur (* 1929)
- 06. Januar: Gloria Piedimonte, italienische Schauspielerin, Sängerin und Tänzerin (* 1955)
- 06. Januar: Sidney Poitier, bahamaisch-US-amerikanischer Schauspieler und Regisseur (* 1927)
- 07. Januar: Guy Cavagnac, französischer Produzent, Regisseur und Drehbuchautor (* 1934)
- 07. Januar: Mark Forest, US-amerikanischer Schauspieler (* 1933)
- 08. Januar: Marilyn Bergman, US-amerikanische Komponistin und Liedtexterin (* 1929)
- 08. Januar: Reinhart Firchow, deutscher Schauspieler (* 1943)
- 08. Januar: Hansueli Schenkel, Schweizer Kameramann (* 1946)
- 09. Januar: Dwayne Hickman, US-amerikanischer Schauspieler (* 1934)
- 09. Januar: Siegrun Jäger, deutsche Filmeditorin (* 1941)
- 09. Januar: Dušan Klein, tschechischer Regisseur und Drehbuchautor (* 1939)
- 09. Januar: Iris Radunz, deutsche Schauspielerin (* 1969)
- 09. Januar: Bob Saget, US-amerikanischer Schauspieler (* 1956)
- 10. Januar: Herbert Achternbusch, deutscher Autorenfilmer und Darsteller (* 1938)
- 10. Januar: Robert Allan Ackerman, US-amerikanischer Regisseur und Produzent (* 1944)
- 10. Januar: Christian Gasc, französischer Kostümbildner (* 1945)
- 10. Januar: Christian Görlitz, deutscher Filmregisseur und Drehbuchautor (* 1944)
- 10. Januar: Nodar Mamissaschwili, georgischer Komponist, Musiktheoretiker und Hochschullehrer (* 1930)
- 10. Januar: Michel Subor, französischer Schauspieler (* 1935)
- 11. Januar: Richard Blank, deutscher Filmemacher, (Film-)Autor und Regisseur (* 1939)
- 11. Januar: Hélène Plemiannikov, französische Filmeditorin (* 1929)
- 11. Januar: Jordi Sabatés, spanischer Musiker und Komponist (* 1948)
- 13. Januar: Jean-Jacques Beineix, französischer Regisseur (* 1946)
- 14. Januar: Ron Goulart, US-amerikanischer Schriftsteller und Drehbuchautor (* 1933)
- 15. Januar: Carmela Corren, israelische Schauspielerin (* 1938)
- 15. Januar: Jean-Claude Lord, kanadischer Regisseur, Drehbuchautor, Filmeditor und Produzent (* 1943)
- 15. Januar: Michel Ruhl, französischer Schauspieler (* 1934)
- 16. Januar: Ingo Feder, deutscher Schauspieler, Synchron- und Hörspielsprecher (* 1939)
- 17. Januar: Birju Maharaj, indischer klassischer Tänzer, Choreograph, Komponist, Sänger und Lyriker (* 1938)
- 17. Januar: Yvette Mimieux, US-amerikanische Schauspielerin (* 1942)
- 17. Januar: Alicia Rio, mexikanische Pornodarstellerin (* 1966)
- 18. Januar: Dick Halligan, US-amerikanischer Multiinstrumentalist und Komponist (* 1943)
- 18. Januar: Peter Robbins, US-amerikanischer Schauspieler und Synchronsprecher (* 1956)
- 19. Januar: Josef Griesser, österreichischer Schauspieler (* 1937)
- 19. Januar: Hardy Krüger, deutscher Schauspieler, Hörspielsprecher, Synchronsprecher und Schriftsteller. (* 1928)
- 19. Januar: Gaspard Ulliel, französischer Schauspieler (* 1984)
- 20. Januar: Meat Loaf, US-amerikanischer Rocksänger und Schauspieler (* 1947)
- 21. Januar: Louie Anderson, US-amerikanischer Komiker, Schauspieler und Autor (* 1953)
- 21. Januar: Joyce Holden, US-amerikanische Schauspielerin (* 1930)
- 21. Januar: Mace Neufeld, US-amerikanischer Filmproduzent (* 1928)
- 22. Januar: Hartmut Becker, deutscher Schauspieler und Synchronsprecher (* 1938)
- 22. Januar: Kathryn Kates, US-amerikanische Schauspielerin (* 1948)
- 22. Januar: Karl Künstler, österreichischer Schauspieler (* 1957)
- 22. Januar: Josef Pechhacker, österreichischer Schauspieler (* 1934)
- 22. Januar: Janina Traczykówna, polnische Schauspielerin (* 1930)
- 23. Januar: Serge Korber, französischer Filmregisseur (* 1936)
- 23. Januar: Barbara Krafftówna, polnische Schauspielerin (* 1928)
- 23. Januar: Jean-Claude Mézières, französischer Künstler, Comiczeichner und Szenenbildner (* 1938)
- 23. Januar: Rolf Zehetbauer, deutscher Filmarchitekt (* 1929)
- 24. Januar: Fatma Girik, türkische Schauspielerin und Politikerin (* 1942)
- 25. Januar: Etchika Choureau, französische Schauspielerin (* 1929)
- 25. Januar: Barry Cryer, britischer Autor, Comedian, Drehbuchautor und Schauspieler (* 1935)
- 26. Januar: Moses J. Moseley, US-amerikanischer Schauspieler und Model (* 1990)
- 26. Januar: Ernst Stankovski, österreichischer Schauspieler, Regisseur, Chansonnier, Kabarettist und Quizmaster (* 1928)
- 26. Januar: Morgan Stevens, US-amerikanischer Schauspieler (* 1951)
- 26. Januar: Kenneth Wannberg, US-amerikanischer Komponist, Dirigent und Tontechniker (* 1930)
- 27. Januar: Karl Spiehs, österreichischer Filmproduzent (* 1931)
- 29. Januar: Howard Hesseman, US-amerikanischer Schauspieler (* 1940)
- 29. Januar: Jo Kendall, britische Schauspielerin (* 1940)
- 29. Januar: Pete Smith, neuseeländischer Schauspieler (* 1958)
- 30. Januar: Leonid Wjatscheslawowitsch Kurawljow, sowjetischer und russischer Filmschauspieler (* 1936)
- 30. Januar: Robert Wall, US-amerikanischer Schauspieler (* 1939)
- 31. Januar: Ekkehardt Belle, deutscher Synchronsprecher, Synchronregisseur und Schauspieler (* 1954)
- 31. Januar: James Bidgood, US-amerikanischer Kostümbildner, Fotograf und Filmemacher (* 1933)
- 31. Januar: Carleton Carpenter, US-amerikanischer Schauspieler, Sänger, Songschreiber und Autor (* 1926)

Februar:
- 01. Februar: Isaac Bardavid, brasilianischer Schauspieler und Synchronsprecher (* 1931)
- 01. Februar: Ellen Tiedtke, deutsche Schauspielerin und Kabarettistin (* 1930)
- 02. Februar: Robert Blalack, US-amerikanischer Spezialeffektkünstler (* 1948)
- 02. Februar: Ezio Frigerio, italienischer Bühnenbildner, Kostümbildner und Szenenbildner (* 1930)
- 02. Februar: Monica Vitti, italienische Schauspielerin (* 1931)
- 03. Februar: Lauro António, portugiesischer Filmregisseur (* 1942)
- 03. Februar: Dieter Mann, deutscher Intendant, Regisseur, Schauspieler, Hörspielsprecher und Hochschullehrer (* 1941)
- 05. Februar: Julian Fowles, jamaikanischer Produzent (* 1946)
- 05. Februar: Rubén Fuentes, mexikanischer klassischer Violinist und Komponist (* 1925)
- 05. Februar: Anani Jawaschew, bulgarischer Schauspieler (* 1932)
- 06. Februar: Gisela Bestehorn, deutsche Schauspielerin und Synchronsprecherin (* 1926)
- 06. Februar: George Crumb, US-amerikanischer Komponist (* 1929)
- 06. Februar: Lata Mangeshkar, indische Sängerin und Filmschaffende (* 1929)
- 06. Februar: Hans Neuenfels, deutscher Schriftsteller, Filmemacher, Librettist und Regisseur (* 1941)
- 06. Februar: Frank Pesce, US-amerikanischer Schauspieler (* 1946)
- 07. Februar: Praveen Kumar, indischer Leichtathlet und Filmschauspieler  (* 1947)
- 07. Februar: Margarita Lozano, spanische Schauspielerin (* 1931)
- 07. Februar: Douglas Trumbull, US-amerikanischer Regisseur und Spezialeffektkünstler (* 1942)
- 09. Februar: Joseph Horovitz, britischer Komponist und Dirigent (* 1926)
- 09. Februar: Reinhard Schwabenitzky, österreichischer Regisseur, Produzent und Drehbuchautor (* 1947)
- 09. Februar: André Wilms, französischer Schauspieler (* 1947)
- 12. Februar: Ivan Reitman, kanadischer Regisseur und Filmproduzent (* 1946)
- 14. Februar: Ernst-Erich Buder, deutscher Schauspieler und Hörspielsprecher (* 1937)
- 16. Februar: Toni Stricker, österreichischer Komponist und Geiger (* 1930)
- 17. Februar: David Brenner, US-amerikanischer Filmeditor (* ca. 1962)
- 17. Februar: Angelo Castiglioni, italienische Dokumentarfilmer (* 1937)
- 18. Februar: Brad Johnson, US-amerikanischer Schauspieler (* 1959)
- 18. Februar: Beate Tober, deutsche Schauspielerin und Synchronsprecherin (* 1957)
- 21. Februar: Heinz Kersten, deutscher Journalist, Buchautor und Filmkritiker (* 1926)
- 21. Februar: Chu Yuan, chinesischer Filmregisseur, Drehbuchautor und Schauspieler (* 1934)
- 24. Februar: Siegurd Fitzek, deutscher Schauspieler und Hörspielsprecher (* 1928)
- 24. Februar: Sally Kellerman, US-amerikanische Schauspielerin (* 1937)
- 24. Februar: Henry Lincoln, britischer Autor, Drehbuchautor und Schauspieler (* 1930)
- 25. Februar: Manfred Borges, deutscher Schauspieler (* 1928)
- 25. Februar: Farrah Forke, US-amerikanische Schauspielerin (* 1968)
- 25. Februar: Laurel Goodwin, US-amerikanische Schauspielerin (* 1942)
- 26. Februar: Ralph Ahn, US-amerikanischer Schauspieler (* 1926)
- 26. Februar: Markus M. Ronner, Schweizer Theologe, Publizist, Journalist, Drehbuchautor und Fernsehproduzent (* 1938)
- 27. Februar: Veronica Carlson, britische Schauspielerin (* 1944)
- 27. Februar: Ned Eisenberg, US-amerikanischer Schauspieler (* 1957)
- 27. Februar: Nick Zedd, US-amerikanischer Filmemacher und Schauspieler (* 1958)
- 28. Februar: Kirk Baily, US-amerikanischer Schauspieler und Synchronsprecher (* 1963)
- 28. Februar: Dominique Paturel, französischer Schauspieler (* 1931)

März:
- 01. März: Conrad Janis, US-amerikanischer Schauspieler und Jazz-Posaunist (* 1928)
- 02. März: Johnny Brown, US-amerikanischer Schauspieler, Komiker und Sänger (* 1937)
- 02. März: Yosef Carmon, israelischer Schauspieler und Theaterregisseur (* 1933)
- 02. März: Alan Ladd junior, US-amerikanischer Filmproduzent (* 1937)
- 02. März: John Stahl, britischer Schauspieler (* 1953)
- 02. März: Tony Walton, britischer Artdirector, Kostüm- und Szenenbildner (* 1934)
- 03. März: Tim Considine, US-amerikanischer Schauspieler (* 1940)
- 03. März: Christian Futterknecht, österreichischer Schauspieler (* 1945)
- 04. März: Ferruccio Castronuovo, italienischer Kameramann und Regisseur (* 1940)
- 04. März: Mitchell Ryan, US-amerikanischer Schauspieler (* 1934)
- 06. März: Pawlo Li, ukrainischer Theater- und Filmschauspieler, Synchronsprecher, Sänger und Komponist (* 1988)
- 08. März: René Clemencic, österreichischer Musikwissenschaftler, Dirigent und Komponist (* 1928)
- 08. März: Ron Pember, britischer Schauspieler und Bühnenautor (* 1934)
- 09. März: John Korty, US-amerikanischer Filmregisseur, Drehbuchautor und Kameramann (* 1936)
- 09. März: Jimmy Lydon, US-amerikanischer Schauspieler und Fernsehproduzent (* 1923)
- 09. März: Wladislaw Alexejewitsch Schut, britisch-russischer Komponist (* 1941)
- 10. März: Emilio Delgado, US-amerikanischer Schauspieler und Sänger (* 1940)
- 10. März: Sally Dundas, britisch-kanadische Filmproduzentin (* 1953)
- 10. März: Rüstəm İbrahimbəyov, aserbaidschanischer Schriftsteller, Drehbuchautor und Filmproduzent (* 1939)
- 10. März: Gerd Potyka, deutscher Regisseur, Schauspieler und Drehbuchautor (* 1931)
- 10. März: Eva Zaoralová, tschechische Filmkritikerin und Dozentin für Filmgeschichte (* 1932)
- 12. März: Biagio Proietti, italienischer Drehbuchautor und Regisseur (* 1940)
- 12. März: Max Zihlmann, Schweizer Drehbuchautor (* 1936)
- 13. März: Mino Bellei, italienischer Schauspieler und Regisseur (* 1936)
- 13. März: William Hurt, US-amerikanischer Schauspieler (* 1950)
- 13. März: Brent Renaud, US-amerikanischer Journalist, Autor und Dokumentarfilmer (* 1971)
- 14. März: Jorge Silva Melo, portugiesischer Regisseur, Schauspieler und Drehbuchautor (* 1948)
- 14. März: Akira Takarada, japanischer Schauspieler und Synchronsprecher (* 1934)
- 15. März: Ann Savo, finnische Schauspielerin (* 1932)
- 16. März: Walter Coblenz, US-amerikanischer Filmproduzent (* 1928)
- 17. März: Peter Bowles, britischer Schauspieler (* 1936)
- 17. März: Oksana Schwez, ukrainische Schauspielerin (* 1955)
- 18. März: Nicole Walter-Lingen, deutsche Buch- und Drehbuchautorin (* ?)
- 21. März: Waldemar Bergendahl, schwedischer Filmproduzent, Produktionsleiter, Aufnahmemanager, Filmregisseur und Drehbuchautor (* 1933)
- 21. März: Eva-Ingeborg Scholz, deutsche Schauspielerin und Synchronsprecherin (* 1928)
- 23. März: Raven Alexis, US-amerikanische Pornodarstellerin (* 1987)
- 25. März: Kathryn Hays, US-amerikanische Schauspielerin (* 1934)
- 25. März: Philip Jeck, britischer Komponist und Multimedia-Künstler (* 1952)
- 26. März: Gianni Cavina, italienischer Schauspieler und Drehbuchautor (* 1940)
- 27. März: Lars Bloch, dänischer Schauspieler (* 1938)
- 27. März: Valora Noland, US-amerikanische Schauspielerin (* 1941)
- 28. März: Marvin J. Chomsky, US-amerikanischer Regisseur und Produzent (* 1929)
- 28. März: Katja Georgi, deutsche Regisseurin und Trickfilmerin (* 1928)
- 29. März: Paul Herman, US-amerikanischer Schauspieler (* 1946)
- 29. März: Melanie Clark Pullen, irische Schauspielerin (* 1975)
- 29. März: Sauro Scavolini, italienischer Drehbuchautor und Filmregisseur (* 1934)
- 30. März: John Zaritsky, kanadischer Regisseur und Produzent von Dokumentarfilmen (* 1943)

### April bis Juni
April:
- 01. April: Alexandra Jewgenjewna Jakowlewa, sowjetische bzw. russische Film- und Theaterschauspielerin, Filmregisseurin und Politikerin (* 1957)
- 02. April: Estelle Harris, US-amerikanische Schauspielerin, Synchronsprecherin und Komikerin (* 1928)
- 02. April: Mantas Kvedaravičius, litauischer Filmemacher (* 1976)
- 03. April: June Brown, britische Schauspielerin (* 1927)
- 05. April: Michael Dittrich, deutscher Sportjournalist, Filmemacher, Buchautor und Moderator (* 1957)
- 05. April: Nehemiah Persoff, US-amerikanischer Schauspieler und Maler (* 1919)
- 05. April: Bobby Rydell, US-amerikanischer Sänger, Entertainer und Schauspieler (* 1942)
- 05. April: Jimmy Wang Yu, chinesischer Schauspieler, Regisseur und Filmproduzent (* 1943)
- 06. April: Rae Allen, US-amerikanische Schauspielerin (* 1926)
- 06. April: John van de Rest, niederländischer Regisseur und Drehbuchautor (* 1940)
- 06. April: Martin Schleker, deutscher Schauspieler, Theaterregisseur und Schriftsteller (* 1935)
- 07. April: Hellmuth Matiasek, österreichischer Regisseur, Drehbuchautor und Intendant (* 1931)
- 08. April: Uwe Bohm, deutscher Schauspieler (* 1962)
- 09. April: Michael Degen, deutsch-israelischer Schauspieler und Schriftsteller (* 1932)
- 12. April: Gilbert Gottfried, US-amerikanischer Komiker und Schauspieler (* 1955)
- 13. April: Michel Bouquet, französischer Schauspieler (* 1925)
- 14. April: Rio Hackford, US-amerikanischer Schauspieler (* 1970)
- 15. April: Eunice Muñoz, portugiesische Schauspielerin (* 1928)
- 15. April: Liz Sheridan, US-amerikanische Schauspielerin (* 1929)
- 17. April: James Olson, US-amerikanischer Schauspieler (* 1930)
- 17. April: Catherine Spaak, französisch-italienische Schauspielerin, Sängerin und Journalistin (* 1945)
- 18. April: Harrison Birtwistle, britischer Komponist (* 1934)
- 18. April: Andrzej Korzyński, polnischer Komponist (* 1940)
- 20. April: Hilda Bernard, argentinische Schauspielerin (* 1920)
- 20. April: Antonín Kachlík, tschechoslowakischer Regisseur und Drehbuchautor (* 1923)
- 20. April: Robert Morse, US-amerikanischer Schauspieler (* 1931)
- 20. April: Rüdiger Weigang, deutscher Schauspieler (* 1942)
- 21. April: Renate Holm, deutsch-österreichische Opernsängerin und Schauspielerin (* 1931)
- 21. April: Jacques Perrin, französischer Schauspieler, Regisseur und Produzent (* 1941)
- 22. April: Daniele Legler, Schweizer Schauspieler (* 1950)
- 26. April: Klaus Schulze, deutscher Komponist, Musiker und Produzent (* 1947)
- 27. April: Kenneth Tsang, chinesischer Schauspieler und Regisseur (* 1935)
- 28. April: Harold Livingston, französische Chanson-Sängerin und Schauspielerin (* 1929)
- 29. April: Joanna Barnes, US-amerikanische Schauspielerin und Schriftstellerin (* 1934)
- 29. April: David Birney, US-amerikanischer Schauspieler (* 1939)
- 29. April: Mike Hagerty, US-amerikanischer Schauspieler (* 1954)

Mai:
- 01. Mai: Jerry ver Dorn, US-amerikanischer Schauspieler (* 1949)
- 01. Mai: Gustl Halenke, deutsche Schauspielerin und Hörspielsprecherin (* 1930)
- 01. Mai: Régine, US-amerikanischer Schauspieler und Jazz-Posaunist (* 1928)
- 02. Mai: Gianfranco De Bosio, italienischer Regisseur und Drehbuchautor (* 1924)
- 03. Mai: Lino Capolicchio, italienischer Schauspieler, Regisseur und Drehbuchautor (* 1943)
- 03. Mai: Andra Martin, US-amerikanische Schauspielerin (* 1935)
- 03. Mai: Ulrich Weiß, deutscher Regisseur und Drehbuchautor (* 1942)
- 04. Mai: Pamela Kosh, US-amerikanische Schauspielerin und Regisseurin (* 1930)
- 04. Mai: Hélène de Saint-Père, französische Schauspielerin (* 1963)
- 05. Mai: Faye Marlowe, US-amerikanische Schauspielerin (* 1926)
- 05. Mai: Kenneth Welsh, kanadischer Schauspieler (* 1942)
- 06. Mai: Kostas Gousgounis, griechischer Pornodarsteller und Schauspieler (* 1942)
- 07. Mai: Jack Kehler, US-amerikanischer Schauspieler (* 1946)
- 07. Mai: Bruce MacVittie, US-amerikanischer Schauspieler (* 1956)
- 07. Mai: Kang Soo-yeon, südkoreanische Schauspielerin (* 1966)
- 08. Mai: Hans Herbert Böhrs, deutscher Musiker, Komiker, Radiomoderator und Schauspieler (* 1940)
- 08. Mai: Fred Ward, US-amerikanischer Schauspieler (* 1942)
- 08. Mai: Dennis Waterman, britischer Schauspieler und Popsänger (* 1948)
- 09. Mai: Qin Yi, chinesische Schauspielerin (* 1922)
- 10. Mai: Franjo Marincic, deutscher Schauspieler (* 1950)
- 15. Mai: Rainer Basedow, deutscher Schauspieler, Synchronsprecher und Kabarettist (* 1938)
- 15. Mai: Ignacy Gogolewski, polnischer Schauspieler (* 1931)
- 15. Mai: Klara Höfels, deutsche Schauspielerin (* 1949)
- 15. Mai: Maggie Peterson, US-amerikanische Schauspielerin und Sängerin (* 1941)
- 16. Mai: Josef Abrhám, tschechischer Schauspieler (* 1939)
- 16. Mai: John Aylward, US-amerikanischer Schauspieler (* 1946)
- 17. Mai: Wolfgang Fernow, deutscher Kontrabassist und Komponist (* 1952)
- 17. Mai: Marnie Schulenburg, US-amerikanische Schauspielerin (* 1984)
- 17. Mai: Vangelis, griechischer Komponist (* 1943)
- 18. Mai: Linda Lawson, US-amerikanische Schauspielerin und Sängerin (* 1936)
- 19. Mai: Jean-Louis Comolli, französischer Filmkritiker, Drehbuchautor, Filmregisseur und Jazzautor (* 1941)
- 19. Mai: John Zderko, US-amerikanischer Schauspieler (* 1962)
- 22. Mai: Takashi Ishii, japanischer Regisseur, Drehbuchautor und Manga-Zeichner (* 1946)
- 22. Mai: Gregory Jein, US-amerikanischer Spezialeffekte-Techniker (* 1945)
- 23. Mai: Jamie Bartlett, südafrikanischer Schauspieler (* 1966)
- 23. Mai: Horst Sachtleben, deutscher Schauspieler, Regisseur und Synchronsprecher (* 1930)
- 23. Mai: Hans Scheibner, deutscher Satiriker, Liedermacher, Kabarettist und Schauspieler (* 1936)
- 24. Mai: Gennaro Cannavacciuolo, italienischer Schauspieler und Sänger (* 1962)
- 24. Mai: Maurizio Silvi, italienischer Maskenbildner (* 1949)
- 25. Mai: Lívia Gyarmathy, ungarische Regisseurin und Drehbuchautorin (* 1932)
- 26. Mai: Ray Liotta, US-amerikanischer Schauspieler (* 1954)
- 27. Mai: Juan José Mosalini, argentinisch-französischer Bandoneonist und Komponist (* 1943)
- 28. Mai: Bo Hopkins, US-amerikanischer Schauspieler (* 1938)
- 28. Mai: Marion van de Kamp, deutsche Schauspielerin und Fernsehansagerin (* 1925)
- 28. Mai: Marino Masè, italienischer Schauspieler und Synchronsprecher (* 1939)
- 29. Mai: Ariel Besse, französische Schauspielerin (* 1965)
- 31. Mai: Volker Bräutigam, deutscher Komponist und Kirchenmusiker (* 1939)

Juni:
- 02. Juni: Berndt Stübner, deutscher Schauspieler, Puppenbauer, Bühnenautor und Theaterregisseur (* 1947)
- 02. Juni: Uri Zohar, israelischer Regisseur und Schauspieler (* 1935)
- 04. Juni: Frank Hoffmann, deutsch-österreichischer Schauspieler (* 1938)
- 04. Juni: Erich Ludwig, deutscher Schauspieler und Synchronsprecher (* 1939)
- 04. Juni: György Moldova, ungarischer Schriftsteller und Drehbuchautor (* 1934)
- 05. Juni: Marianne Bernhardt, deutsche Schauspielerin, Hörspiel- und Synchronsprecherin, Sängerin und Schauspiellehrerin (* 1940)
- 07. Juni: Johannes Gabriel, deutscher Schauspieler (* 1969)
- 11. Juni: Peter Reusse, deutscher Schauspieler, Synchronsprecher und Schriftsteller (* 1941)
- 12. Juni: Roman Bunka, deutscher Oud-Spieler, Gitarrist und Komponist (* 1951)
- 12. Juni: Philip Baker Hall, US-amerikanischer Schauspieler (* 1931)
- 13. Juni: Henri Garcin, französischer Schauspieler (* 1929)
- 16. Juni: Tyler Sanders, US-amerikanischer Schauspieler (* 2004)
- 17. Juni: Jean-Louis Trintignant, französischer Schauspieler und Regisseur (* 1930)
- 20. Juni: Regimantas Adomaitis, litauischer Schauspieler (* 1937)
- 21. Juni: Duncan Henderson, US-amerikanischer Filmproduzent (* 1949 oder 1950)
- 21. Juni: James Rado, US-amerikanischer Schauspieler und Autor (* 1932)
- 22. Juni: Jim Bryant, US-amerikanischer Sänger, Komponist und Orchestrator (* 1929)
- 22. Juni: Robert A. Katz, US-amerikanischer Filmproduzent (* 1943)
- 23. Juni: Ernst Jacobi, deutscher Schauspieler sowie Hörspiel- und Synchronsprecher (* 1933)
- 24. Juni: Albert R. Pasch, deutscher Schauspieler, Regisseur, Schauspieldirektor, Hörspielsprecher und Bühnenautor (* 1934)
- 25. Juni: Peter Denz, deutscher Ingenieur, Erfinder, Unternehmer und Oscar-Preisträger (* 1940)
- 26. Juni: Hans Hollmann, österreichisch-schweizerischer Regisseur und Schauspieler (* 1933)
- 26. Juni: Mary Mara, US-amerikanische Schauspielerin (* 1960)
- 26. Juni: Frank Moorhouse, australischer Schriftsteller und Drehbuchautor (* 1938)
- 27. Juni: Joe Turkel, US-amerikanischer Schauspieler (* 1927)
- 28. Juni: Cüneyt Arkın, türkischer Schauspieler, Drehbuchautor, Regisseur und Produzent (* 1937)
- 28. Juni: Hichem Rostom, tunesischer Schauspieler (* 1947)
- 30. Juni: William Cohn, deutscher Sprecher, Schauspieler, Synchronsprecher und Sänger (* 1957)
- 30. Juni: Klaus Schleiff, deutscher Schauspieler, Regisseur und Hörspielsprecher (* 1939)

### Juli bis September
Juli:
- 01. Juli: Hans Nitschke, deutscher Schauspieler und Synchronsprecher (* 1930)
- 01. Juli: Zoltan Paul, österreichischer Schauspieler, Regisseur und Musiker (* 1953)
- 01. Juli: Maurizio Pradeaux, italienischer Regisseur und Drehbuchautor (* 1931)
- 02. Juli: Günter Bothur, deutscher Schauspieler (* 1941)
- 02. Juli: Peter Brook, britischer Regisseur und Drehbuchautor (* 1925)
- 02. Juli: Edward Meeks, US-amerikanischer Schauspieler (* 1934)
- 02. Juli: Leonid Aronowitsch Schwarzman, sowjetischer und russischer Illustrator und Zeichentrickfilmer (* 1920)
- 03. Juli: Sergei Walentinowitsch Sosnowski, russischer Schauspieler (* 1955)
- 04. Juli: Peter Freiburghaus, Schweizer Schauspieler, Komiker, Regisseur und Autor (* 1947)
- 04. Juli: Robert Hoffmann, österreichischer Schauspieler (* 1939)
- 04. Juli: Kurt Tetzlaff, deutscher Dokumentarfilm-Regisseur (* 1933)
- 05. Juli: Lenny Von Dohlen, US-amerikanischer Schauspieler (* 1958)
- 06. Juli: James Caan, US-amerikanischer Schauspieler (* 1940)
- 07. Juli: Klaus Lemke, deutscher Filmregisseur und Drehbuchautor (* 1940)
- 07. Juli: Karl Walter Sprungala, deutscher Schauspieler (* 1957)
- 07. Juli: Adam Wade, US-amerikanischer Popmusik-Sänger und Schauspieler (* 1935)
- 08. Juli: Gregory Itzin, US-amerikanischer Schauspieler (* 1948)
- 08. Juli: Tony Sirico, US-amerikanischer Schauspieler (* 1942)
- 08. Juli: Larry Storch, US-amerikanischer Schauspieler und Synchronsprecher (* 1923)
- 09. Juli: Ana Costa, portugiesische Filmproduzentin (* 1959)
- 09. Juli: L. Q. Jones, US-amerikanischer Schauspieler, Regisseur, Drehbuchautor und Produzent (* 1927)
- 09. Juli: Barbara Thompson, britische Fusion- und Jazz-Saxophonistin, -Flötistin und Komponistin (* 1944)
- 11. Juli: Monty Norman, britischer Sänger, Texter und Komponist (* 1928)
- 13. Juli: Antti Litja, finnischer Schauspieler (* 1938)
- 13. Juli: Charlotte Valandrey, französische Schauspielerin und Autor (* 1968)
- 13. Juli: Dieter Wedel, deutscher Regisseur, Filmproduzent und Drehbuchautor (* 1939)
- 14. Juli: Christian Doermer, deutscher Schauspieler, Filmemacher, Regisseur, Produzent und Drehbuchautor (* 1935)
- 14. Juli: Jak Knight, US-amerikanischer Komiker und Schauspieler (* 1993)
- 14. Juli: Germano Longo, italienischer Schauspieler (* 1933)
- 15. Juli: Jean-Marie Lavalou, französischer Filmtechniker (* 1946)
- 16. Juli: Mickey Rooney Jr., US-amerikanischer Schauspieler und Musiker (* 1945)
- 17. Juli: Dominique Borg, französische Kostümbildnerin und Schauspielerin (* 1945)
- 17. Juli: Erden Kıral, türkischer Filmregisseur und Drehbuchautor (* 1933)
- 18. Juli: Rebecca Balding, US-amerikanische Schauspielerin (* 1948)
- 18. Juli: Dani, französische Schauspielerin und Sängerin (* 1944)
- 19. Juli: Max Peter Ammann, Schweizer Filmregisseur, Theaterregisseur und Schriftsteller (* 1929)
- 19. Juli: Ruslana Pyssanka, ukrainische Schauspielerin und Fernsehmoderatorin (* 1965)
- 19. Juli: William Richert, US-amerikanischer Filmregisseur, Drehbuchautor, Filmproduzent und Schauspieler (* 1942)
- 20. Juli: Wolfgang Hinze, deutscher Schauspieler und Regisseur (* 1935)
- 21. Juli: Taurean Blacque, US-amerikanischer Schauspieler (* 1940)
- 21. Juli: Meche Carreño, mexikanische Schauspielerin, Sängerin und Model (* 1947)
- 22. Juli: Tom Deininger, deutscher Schauspieler, Radiomoderator und Synchronsprecher (* 1950)
- 23. Juli: Bob Rafelson, US-amerikanischer Filmregisseur, Drehbuchautor und Filmproduzent (* 1933)
- 24. Juli: Carla Cassola, italienische Schauspielerin und Synchronsprecherin (* 1947)
- 24. Juli: David Warner, britischer Schauspieler (* 1941)
- 25. Juli: Yōko Shimada, japanische Filmschauspielerin (* 1953)
- 25. Juli: Paul Sorvino, US-amerikanischer Schauspieler (* 1939)
- 26. Juli: Klaus Barner, deutscher Schauspieler und Hörspielsprecher (* 1933)
- 27. Juli: Mary Alice, US-amerikanische Schauspielerin (* 1936)
- 27. Juli: Antonio Casagrande, italienischer Schauspieler und Sänger (* 1931)
- 27. Juli: Bernard Cribbins, britischer Schauspieler und Sänger (* 1928)
- 27. Juli: Tony Dow, US-amerikanischer Schauspieler, Filmproduzent, Fernsehregisseur, Drehbuchautor sowie Bildhauer (* 1945)
- 27. Juli: Burt Metcalfe, kanadisch-US-amerikanischer Drehbuchautor, Regisseur, Produzent und Schauspieler (* 1935)
- 27. Juli: Tom Springfield, britischer Filmkomponist und Liedtexter (* 1934)
- 28. Juli: Ursula Andermatt, Schweizer Schauspielerin (* 1957)
- 29. Juli: Armenia Balducci, italienische Schauspielerin, Drehbuchautorin und Filmregisseurin (* 1933)
- 29. Juli: Tom Richmond, US-amerikanischer Kameramann (* 1950)
- 30. Juli: George Bartenieff, deutsch-US-amerikanischer Schauspieler und Theaterproduzent (* 1933)
- 30. Juli: Pat Carroll, US-amerikanische Schauspielerin und Komikerin (* 1927)
- 30. Juli: Nichelle Nichols, US-amerikanische Schauspielerin und Sängerin (* 1932)
- 31. Juli: Sara Shane, US-amerikanische Schauspielerin, Unternehmerin und Autorin (* 1928)
- 31. Juli: John Steiner, britischer Schauspieler (* 1941)
- 31. Juli: Rainer Will, deutscher Schauspieler (* 1954)

August:
- 01. August: Paul Eenhoorn, australischer Schauspieler (* 1948)
- 03. August: John Michael Herndon, US-amerikanischer Schauspieler (* 1955)
- 03. August: Franz Marijnen, belgischer Regisseur und Theaterleiter (* 1943)
- 04. August: Adriana Roel, mexikanische Schauspielerin (* 1934)
- 05. August: Mike Lang, US-amerikanischer Jazz- und Studiomusiker, Arrangeur und Komponist (* 1941)
- 05. August: Richard Roat, US-amerikanischer Schauspieler (* 1933)
- 05. August: Rüdiger Schulzki, deutscher Schauspieler, Synchronsprecher und Dialogregisseur sowie Hörspielsprecher (* 1940)
- 05. August: Jô Soares, brasilianischer Autor, Schauspieler, Fernsehmoderator, Dramaturg und Theaterregisseur (* 1938)
- 06. August: Clu Gulager, US-amerikanischer Schauspieler (* 1928)
- 07. August: Biyi Bandele, nigerianischer Schriftsteller, Regisseur und Drehbuchautor (* 1967)
- 07. August: Roger E. Mosley, US-amerikanischer Schauspieler (* 1938)
- 08. August: Olivia Newton-John, britisch-australische Sängerin, Songwriterin und Schauspielerin (* 1948)
- 08. August: Fritz Roth, deutscher Schauspieler und Musiker (* 1955)
- 09. August: Heinz Behrens, deutscher Schauspieler (* 1932)
- 09. August: Raymond Briggs, britischer Illustrator, Autor und Drehbuchautor (* 1934)
- 10. August: Vesa-Matti Loiri, finnischer Schauspieler, Musiker und Kabarettist (* 1945)
- 11. August: Rolf Eden, deutscher Geschäftsmann, Nachtclubbesitzer und Schauspieler (* 1930)
- 11. August: Manuel Ojeda, mexikanischer Schauspieler (* 1940)
- 12. August: Anne Heche, US-amerikanische Schauspielerin, Drehbuchautorin und Filmregisseurin (* 1969)
- 12. August: Wolfgang Petersen, deutscher Filmregisseur, Drehbuchautor und Filmproduzent (* 1941)
- 14. August: Marshall Napier, neuseeländischer Schauspieler (* 1951)
- 16. August: Eva-Maria Hagen, deutsche Schauspielerin, Synchronsprecherin, Sängerin, Malerin und Autorin (* 1934)
- 17. August: Ralf Schenk, deutscher Journalist, Filmkritiker, Filmhistoriker und Autor (* 1956)
- 18. August: Rolf Kühn, deutscher Jazzklarinettist, Komponist und Bandleader (* 1929)
- 18. August: Robert Q. Lovett, US-amerikanischer Filmeditor (* 1926 oder 1927)
- 18. August: Virginia Patton, US-amerikanische Schauspielerin (* 1925)
- 18. August: Josephine Tewson, britische Schauspielerin (* 1931)
- 19. August: Felix Huby, deutscher Journalist, Drehbuchautor und Schriftsteller (* 1938)
- 19. August: Mildred Kornman, US-amerikanische Schauspielerin (* 1925)
- 20. August: Patrick Nordmann, Schweizer Journalist, Radiomoderator und Komiker (* 1949)
- 20. August: Michael Schacht, deutscher Theaterschauspieler, Filmschauspieler und Hörspielsprecher (* 1941)
- 20. August: Leon Vitali, britischer Schauspieler (* 1948)
- 21. August: Gérard Chouchan, französischer Regisseur (* 1934)
- 21. August: Vincent Gil, australischer Schauspieler (* 1939)
- 23. August: Gerald Potterton, britisch-kanadischer Animator, Filmregisseur und -produzent (* 1931)
- 24. August: William Reynolds, US-amerikanischer Schauspieler (* 1931)
- 25. August: Joe E. Tata, US-amerikanischer Schauspieler (* 1936)
- 27. August: Robert LuPone, US-amerikanischer Schauspieler und Tänzer  (* 1946)
- 29. August: Charlbi Dean, südafrikanische Schauspielerin und Model (* 1990)
- 29. August: Yoo Joo-eun, südkoreanische Schauspielerin (* 1995)
- 29. August: Michael Schmid-Ospach, deutscher Journalist und Geschäftsführer der Filmstiftung Nordrhein-Westfalen (* 1945)
- 30. August: Karel Eykman, niederländischer Kinder- und Jugendbuch- sowie Drehbuchautor (* 1936)

September:
- 02. September: Gottfried Hüngsberg, deutscher Komponist und Informatiker (* 1944)
- 03. September: Armen Minasian, US-amerikanischer Filmeditor (* 1959)
- 04. September: Dep Kirkland, US-amerikanischer Jurist, Schauspieler und Autor (* 1949)
- 06. September: Ligia Branice, polnische Schauspielerin (* 1932)
- 06. September: Marsha Hunt, US-amerikanische Schauspielerin (* 1917)
- 06. September: Just Jaeckin, französischer Regisseur und Modefotograf (* 1940)
- 08. September: Martin Barker, britischer Film- und Kulturwissenschaftler, sowie Hochschullehrer (* 1946)
- 09. September: Domenico Campana, italienischer Filmjournalist, Autor und Regisseur (* 1929)
- 09. September: Jack Ging, US-amerikanischer Schauspieler (* 1931)
- 09. September: Mark Miller, US-amerikanischer Schauspieler, Drehbuchautor und Filmproduzent (* 1924)
- 10. September: William Klein, US-amerikanischer Fotograf und Filmemacher (* 1926)
- 11. September: Roland Reber, deutscher Regisseur, Autor und Schauspieler (* 1954)
- 11. September: Alain Tanner, Schweizer Regisseur und Drehbuchautor (* 1929)
- 13. September: Jean-Luc Godard, französisch-schweizerischer Regisseur, Drehbuchautor, Kritiker (* 1930)
- 13. September: Günter Kütemeyer, deutscher Schauspieler und Synchronsprecher (* 1928)
- 14. September: Irene Papas, griechische Schauspielerin und Sängerin (* 1926)
- 14. September: Henry Silva, US-amerikanischer Schauspieler (* 1926)
- 15. September: Dennis Virkler, US-amerikanischer Filmeditor (* 1941)
- 17. September: Anna Gaël, ungarische Schauspielerin und Journalistin (* 1943)
- 17. September: Igor Fjodorowitsch Maslennikow, sowjetisch-russischer Filmregisseur, Drehbuchautor und Filmproduzent (* 1931)
- 18. September: Jeff Weiss, US-amerikanischer Schauspieler und Dramatiker (* 1940)
- 19. September: Robert Brown, US-amerikanischer Schauspieler (* 1926)
- 20. September: Sergei Vytauto Puskepalis, russischer Schauspieler und Theaterregisseur (* 1966)
- 20. September: Peter Yeldham, australischer Schriftsteller, Bühnen- und Drehbuchautor (* 1927)
- 21. September: Lydia Alfonsi, italienische Schauspielerin (* 1928)
- 22. September: Jorge Fons, mexikanischer Filmregisseur (* 1939)
- 23. September: Louise Fletcher, US-amerikanische Schauspielerin (* 1934)
- 23. September: Franciszek Pieczka, polnischer Schauspieler (* 1928)
- 24. September: Kitten Natividad, mexikanisch-amerikanisches Pin-up-Modell und Schauspielerin (* 1948)
- 26. September: Venetia Stevenson, britisch-amerikanische Schauspielerin (* 1938)
- 27. September: Boris Michailowitsch Moissejew, russischer Sänger, Schauspieler, Tänzer, Choreograph und Autor (* 1954)
- 28. September: Coolio, US-amerikanischer Rapper und Schauspieler (* 1963)
- 30. September: Petra Duda, deutsche Schauspielerin (* 1957)

### Oktober bis Dezember
Oktober:
- 02. Oktober: Douglas Kirkland, US-amerikanischer Fotograf (auch Film) (* 1934)
- 02. Oktober: Sacheen Littlefeather, US-amerikanische Schauspielerin und indianische Aktivistin (* 1946)
- 03. Oktober: Ursula Dirichs, deutsche Schauspielerin (* 1933)
- 03. Oktober: Friedrich Kappeler, Schweizer Dokumentarfilmer und Fotograf (* 1949)
- 04. Oktober: Günter Lamprecht, deutscher Schauspieler und Schriftsteller (* 1930)
- 05. Oktober: Wolfgang Kohlhaase, deutscher Drehbuchautor, Regisseur und Schriftsteller (* 1931)
- 06. Oktober: Jürgen Uter, deutscher Schauspieler, Hörspielsprecher, Bühnenautor und Regisseur (* 1951)
- 07. Oktober: Austin Stoker, US-amerikanischer Schauspieler (* 1930)
- 08. Oktober: Gabrielle Beaumont, britische Film- und Fernsehregisseurin, Filmproduzentin und Drehbuchautorin (* 1942)
- 09. Oktober: Eileen Ryan, US-amerikanische Schauspielerin (* 1927)
- 10. Oktober: Roberto Bisacco, italienischer Schauspieler (* 1939)
- 10. Oktober: Michael Callan, US-amerikanischer Schauspieler (* 1935)
- 10. Oktober: Herbert Tennigkeit, deutscher Schauspieler, Hörspielsprecher und Synchronsprecher (* 1937)
- 11. Oktober: Angela Lansbury, britische Schauspielerin (* 1925)
- 13. Oktober: Jan Rabson, US-amerikanisch-kanadischer Schauspieler und Synchronsprecher (* 1954)
- 13. Oktober: Mike Schank, US-amerikanischer Musiker und Schauspieler (* 1969)
- 14. Oktober: Robbie Coltrane, britischer Schauspieler (* 1950)
- 14. Oktober: Kay Parker, britische Schauspielerin und Pornodarstellerin (* 1944)
- 14. Oktober: Ted White, US-amerikanischer Stuntman und Schauspieler (* 1926)
- 14. Oktober: Ralf Wolter, deutscher Schauspieler und Synchronsprecher (* 1926)
- 15. Oktober: Valentina Thielová, tschechische Schauspielerin und ehemaliges Fotomodell (* 1933)
- 16. Oktober: Josef Somr, tschechischer Schauspieler (* 1934)
- 16. Oktober: Ian Whittaker, britischer Szenenbildner und Artdirector (* 1928)
- 18. Oktober: Carl-Hermann Risse, deutscher Schauspieler, Regisseur und Synchronsprecher (* 1942)
- 18. Oktober: Jean Teulé, französischer Schriftsteller, Schauspieler, Drehbuchautor und Regisseur (* 1953)
- 19. Oktober: Lucienne Legrand, französische Schauspielerin (* 1920)
- 20. Oktober: Ron Masak, US-amerikanischer Schauspieler (* 1936)
- 20. Oktober: Horst Vinçon, deutscher Schauspieler, Regisseur und Bühnenautor (* 1927)
- 21. Oktober: Rolf E. Schenker, deutscher Schauspieler und Hörspielsprecher (* 1927)
- 23. Oktober: Don Edwards, US-amerikanischer Sänger und Schauspieler (* 1939)
- 23. Oktober: Michael Kopsa, kanadischer Schauspieler und Synchronsprecher (* 1956)
- 24. Oktober: Leslie Jordan, US-amerikanischer Schauspieler (* 1955)
- 25. Oktober: Jules Bass, US-amerikanischer Filmregisseur, Filmproduzent Drehbuchautor und Komponist (* 1935)
- 25. Oktober: Zuzana Burianová, tschechische Sängerin und Schauspielerin (* 1947)
- 28. Oktober: Monika Bittl, deutsche Autorin und Drehbuchautorin (* 1963)
- 28. Oktober: Kymberly Herrin, US-amerikanische Schauspielerin und ein Playmate (* 1957)
- 31. Oktober: Andrew Duncan, US-amerikanischer Schauspieler (* 1927)
- 31. Oktober: Paul Lehmann, deutscher Bühnen- und Szenenbildner (* 1923)
- 31. Oktober: Marvin March, US-amerikanischer Szenenbildner (* 1930)
- 31. Oktober: Andrew Prine, US-amerikanischer Schauspieler (* 1936)

November:
- 01. November: Clay Pinney, US-amerikanischer Spezialeffektkünstler (* 1946)
- 02. November: Atilio Stampone, argentinischer Pianist und Komponist (* 1926)
- 03. November: Douglas McGrath, US-amerikanischer Drehbuchautor, Filmregisseur und Schauspieler (* 1958)
- 04. November: Christa Maar, deutsche Kunsthistorikerin, Stifterin, Regisseurin und Drehbuchautorin (* 1939)
- 04. November: Toralv Maurstad, norwegischer Schauspieler, Regisseur und Theaterleiter (* 1926)
- 04. November: Jan Spitzer, deutscher Schauspieler, Hörspielsprecher, Synchronsprecher und Sänger (* 1939)
- 05. November: Aaron Carter, US-amerikanischer Popsänger und Schauspieler (* 1987)
- 05. November: Maria Kühne, deutsche Moderatorin, Redakteurin, Reporterin, Schauspielerin und Filmemacherin (* 1927)
- 06. November: Guilherme de Pádua, brasilianischer Schauspieler (* 1969)
- 07. November: Leslie Phillips, britischer Schauspieler (* 1924)
- 08. November: Will Ferdy, belgischer Sänger, Komponist, Autor und Schauspieler (* 1927)
- 08. November: Gilles Katz, französischer Schauspieler, Regisseur und Drehbuchautor (* 1937)
- 08. November: Marie Poledňáková, tschechische Regisseurin, Drehbuchautorin und Medienunternehmerin (* 1941)
- 08. November: Dagmar Brendecke, deutsche Dokumentarfilmerin, Regisseurin und Drehbuchautorin (* 1954)
- 09. November: Gal Costa, brasilianische Sängerin und Schauspielerin (* 1945)
- 10. November: Kevin Conroy, US-amerikanischer Schauspieler und Synchronsprecher (* 1955)
- 11. November: John Aniston, US-amerikanischer Schauspieler (* 1933)
- 11. November: Richard Leduc, französischer Schauspieler (* 1941)
- 11. November: Sven-Bertil Taube, schwedischer Sänger und Schauspieler (* 1934)
- 12. November: Budd Friedman, US-amerikanischer Komiker und Schauspieler (* 1932)
- 13. November: Julia Kunert, deutsche Kamerafrau und Filmregisseurin (* 1953)
- 15. November: Maria Adelina Duarte, portugiesische Schauspielerin (* 1930)
- 16. November: Nicki Aycox, US-amerikanische Schauspielerin (* 1975)
- 16. November: Sieruan Casey, deutsch-irakischer Schauspieler, Moderator und Sänger (* 1962)
- 16. November: Robert Clary, französischer Schauspieler und Sänger (* 1926)
- 17. November: Carol Leigh, US-amerikanische Filmemacherin und Aktivistin (* 1951)
- 18. November: Helgard Bruckhaus, deutsche Schauspielerin, Synchron- und Hörspielsprecherin (* 1939)
- 18. November: Nico Fidenco, italienischer Sänger und Komponist (* 1933)
- 18. November: Michael Hampe, deutscher Schauspieler, Schauspiel- und Opern-Regisseur und Intendant (* 1935)
- 18. November: Alexander Weil, deutscher Journalist, Autor und Filmemacher (* 1956)
- 19. November: Nick Bosustow, US-amerikanischer Filmproduzent (* 1940)
- 19. November: Jason David Frank, US-amerikanischer Schauspieler und Mixed Martial Artist (* 1973)
- 20. November: Gianni Bisiach, italienischer Dokumentar- und Spielfilmregisseur (* 1927)
- 20. November: Joyce Bryant, afroamerikanische Sängerin und Schauspielerin (* 1928)
- 20. November: Gray Frederickson, US-amerikanischer Filmproduzent (* 1937)
- 20. November: Mickey Kuhn, US-amerikanischer Schauspieler (* 1932)
- 20. November: Gunilla Palmstierna-Weiss, schwedische Bildhauerin, Keramikerin, Bühnenbildnerin und Autorin (* 1928)
- 20. November: Jean-Marie Straub, französischer Regisseur (* 1933)
- 21. November: Wilko Johnson, britischer Musiker und Schauspieler (* 1947)
- 22. November: Helga Boettiger, deutsche Schauspielerin (* 1933)
- 23. November: António da Cunha Telles, portugiesischer Filmregisseur und -produzent (* 1935)
- 23. November: Grant James, US-amerikanischer Schauspieler und Synchronsprecher (* 1935)
- 24. November: Pierre Londiche, französischer Schauspieler (* 1932)
- 25. November: Irene Cara, US-amerikanische Sängerin und Schauspielerin (* 1959)
- 25. November: Stig Hoffmeyer, dänischer Schauspieler und Synchronsprecher (* 1940)
- 26. November: Albert Pyun, US-amerikanischer Regisseur (* 1953)
- 27. November: Gianfranco Piccioli, italienischer Filmproduzent und -regisseur sowie Drehbuchautor (* 1944)
- 28. November: Cliff Emmich, US-amerikanischer Schauspieler (* 1936)
- 28. November: Clarence Gilyard junior, US-amerikanischer Schauspieler (* 1955)
- 28. November: Brad William Henke, US-amerikanischer Schauspieler (* 1966)
- 28. November: Tobias Langhoff, deutscher Schauspieler (* 1962)
- 29. November: Günter Jaeuthe, deutscher Kameramann (* 1940)
- 29. November: Roland Oehme, deutscher Regisseur und Drehbuchautor (* 1935)
- 30. November: Anne Cameron, kanadische Schriftstellerin, Dichterin und Drehbuchautorin (* 1938)
- 30. November: Christiane Hörbiger, österreichische Schauspielerin und Synchronsprecherin (* 1938)

Dezember:
- 01. Dezember: Jharana Das, indische Schauspielerin (* 1945)
- 01. Dezember: Mylène Demongeot, französische Schauspielerin (* 1935)
- 01. Dezember: Julia Reichert, US-amerikanische Filmproduzentin und -regisseurin (* 1946)
- 02. Dezember: Gary Friedkin, US-amerikanischer Schauspieler (* 1952)
- 02. Dezember: Hans-Edgar Stecher, deutscher Schauspieler, Synchronsprecher und Moderator (* 1931)
- 02. Dezember: Al Strobel, US-amerikanischer Schauspieler (* 1939)
- 03. Dezember: Gina Romand, kubanisch-mexikanische Schauspielerin und Sängerin (* 1938)
- 04. Dezember: Bob McGrath, US-amerikanischer Schauspieler, Sänger und Buchautor (* 1932)
- 04. Dezember: Karl Merkatz, österreichischer Schauspieler (* 1930)
- 05. Dezember: Kirstie Alley, US-amerikanische Schauspielerin (* 1951)
- 05. Dezember: Roswitha Dost, deutsche Schauspielerin und Synchronsprecherin (* 1945)
- 05. Dezember: Mária Kráľovičová, slowakische Schauspielerin (* 1927)
- 05. Dezember: Terrence O’Hara, US-amerikanischer Fernsehregisseur und Schauspieler (* 1945)
- 05. Dezember: Brigitte Renner, deutsche Schauspielerin (* 1925)
- 06. Dezember: Miha Baloh, jugoslawischer und slowenischer Schauspieler (* 1928)
- 06. Dezember: Dieter B. Gerlach, deutscher Schauspieler, Regisseur, Autor und Synchronsprecher (* 1942)
- 07. Dezember: Ákos Kertész, ungarischer Schriftsteller, Dramaturg und Drehbuchautor (* 1932)
- 07. Dezember: Jan Nowicki, polnischer Schauspieler (* 1939)
- 08. Dezember: Albert Brenner, US-amerikanischer Szenenbildner und Artdirector (* 1926)
- 09. Dezember: Yoshishige Yoshida, japanischer Filmregisseur und Drehbuchautor (* 1933)
- 10. Dezember: Peter Kupke, deutscher Theaterregisseur und -intendant, sowie Fernsehregisseur (* 1932)
- 11. Dezember: Angelo Badalamenti, US-amerikanischer Komponist (* 1937)
- 12. Dezember: Stefan Jedele, deutscher Fernsehproduzent und Programmdirektor (* 1954)
- 12. Dezember: Stuart Margolin, US-amerikanischer Schauspieler, Regisseur und Drehbuchautor (* 1940)
- 12. Dezember: Wolfgang Ziffer, deutscher Synchronsprecher, Hörspielsprecher und Schauspieler (* 1941)
- 13. Dezember: Maria Fahl Vikander, schwedische Schauspielerin (* 1951)
- 13. Dezember: Alejandro Luna, mexikanischer Beleuchter und Bühnenbildner (* 1939)
- 14. Dezember: Haydée Padilla, argentinische Schauspielerin (* 1936)
- 14. Dezember: Christopher Tucker, britischer Maskenbildner (* 1941)
- 15. Dezember: Michael Reed, kanadisch-britischer Kameramann (* 1929)
- 15. Dezember: James J. Murakami, US-amerikanischer Szenenbildner, Requisiteur und Artdirector (* 1931)
- 15. Dezember: Heide Kipp, deutsche Schauspielerin (* 1938)
- 16. Dezember: Hans Peter Hallwachs, deutscher Schauspieler, Synchron- und Hörspielsprecher (* 1938)
- 17. Dezember: Charlotte Drews-Bernstein, deutsche Drehbuchautorin, Regisseurin, Hörbuchproduzentin und Rundfunkautorin (* 1936)
- 17. Dezember: Mike Hodges, britischer Regisseur und Drehbuchautor (* 1932)
- 18. Dezember: Lando Buzzanca, italienischer Schauspieler (* 1935)
- 18. Dezember: Daniela Giordano, italienische Schauspielerin (* 1946)
- 18. Dezember: Maggie Thrett, US-amerikanische Schauspielerin (* 1946)
- 18. Dezember: Ladislav Trojan, tschechischer Schauspieler (* 1932)
- 19. Dezember: Sonya Eddy, US-amerikanische Schauspielerin (* 1967)
- 20. Dezember: Barbara Noack, deutsche Schriftstellerin und Drehbuchautorin (* 1924)
- 20. Dezember: Quinn K. Redeker, US-amerikanischer Schauspieler und Drehbuchautor (* 1936)
- 21. Dezember: Diane McBain, US-amerikanische Schauspielerin (* 1941)
- 22. Dezember: Boris Mattèrn, Schweizer Schauspieler und Hörspielsprecher (* 1937)
- 22. Dezember: Ronan Vibert, britischer Schauspieler (* 1964)
- 23. Dezember: Hermann Schmid, österreichischer Schauspieler und Regisseur (* 1939)
- 24. Dezember: Harry Hornig, deutscher Dokumentarfilmer (* 1930)
- 25. Dezember: Bob Penny, US-amerikanischer Literaturprofessor und Schauspieler (* 1935)
- 26. Dezember: Blasco Giurato, italienischer Kameramann (* 1941)
- 26. Dezember: Peter Jochen Kemmer, deutscher Schauspieler, Bühnenautor sowie Hörspielsprecher und -autor (* 1941)
- 26. Dezember: Dieter Pröttel, deutscher Fernsehshow- und Filmregisseur (* 1933)
- 27. Dezember: Manuel Soubeyrand, deutscher Theaterintendant und -regisseur sowie Schauspieler (* 1957)
- 28. Dezember: Tamara Baroni, italienisches Fotomodell und Schauspielerin (* 1947)
- 29. Dezember: Eduard Artemjew, sowjetischer bzw. russischer Komponist (* 1937)
- 29. Dezember: Ruggero Deodato, italienischer Filmregisseur, Schauspieler und Drehbuchautor (* 1939)
- 30. Dezember: Christina Drechsler, deutsche Schauspielerin (* 1982)
- 30. Dezember: Peter Zingler, deutscher Schriftsteller und Drehbuchautor (* 1944)
- 31. Dezember: Uta Hallant, deutsche Schauspielerin und Synchronsprecherin (* 1939)

### Genaues Todesdatum unbekannt
- vor oder am 25. Januar: Wladimir Stepanowitsch Gubarew, sowjetischer und belarussischer Dramatiker, Drehbuchautor und Journalist (* 1938)
- vor oder am 26. Januar: Moses J. Moseley, US-amerikanischer Schauspieler und Model (* 1990)
- vor oder am 18. Februar: Lindsey Pearlman, US-amerikanische Schauspielerin (* 1978)
- März: Jörg d’Bomba, deutscher Filmregisseur (* 1930)
- vor dem 7. März: Dore O., deutsche Filmemacherin (* 1946)
- April: Ophelia Shtruhl, israelische Schauspielerin (* 1940)
- vor dem 9. April: Harald Kempe, deutscher Schauspieler (* 1964)
- vor oder am 29. August: Ralph Eggleston, US-amerikanischer Animator, Artdirector und Szenenbildner (* 1965)
- September: Tommy Kent, deutscher Rock-’n’-Roll- und Schlagersänger, Schauspieler, Maler sowie Architekt (* 1942)
- Oktober: Martin Vaughan, australischer Schauspieler (* 1931)
- 28. oder 29. Dezember: Ingrid Rentsch, deutsche Schauspielerin (* 1928)